# 1946
1946 (MCMXLVI) byl rok, který dle gregoriánského kalendáře započal úterým.

## Události

### Československo
- 11. února – 13 amerických vojáků tajně odvezlo tzv. štěchovický archiv z doby nacismu. Po protestech českého ministerstva zahraničí byla část (30 beden) 2. března navrácena.
- 21. února – Byla obnovena Univerzita Palackého v Olomouci.
- 28. března – Ústavní zákon č. 57/1946 Sb., kterým se schvalují a prohlašují za zákon dekrety prezidenta republiky, ratihaboval prozatímní státní zřízení.
- 19.– 22. dubna – V Praze se konal I. Všeodborový sjezd, který potvrdil snahu tehdejších politických sil o jednotné odborové hnutí v Československu.
- 8. května – Byl přijat Zákon o právnosti jednání souvisících s bojem o znovunabytí svobody Čechů a Slováků, který mimo jiné ospravedlňoval některé poválečné zločiny.
- 10. května – Byly vyhlášeny přírodní rezervace Děvín a Svatý kopeček u Mikulova.
- 16. května – Zákonem o jednotném odborovém hnutí vzniklo Revoluční odborové hnutí.
- 26. května – V prvních poválečných parlamentních volbách zvítězila Komunistická strana Československa.
- 19. června – Edvard Beneš byl znovu zvolen prezidentem Československa.
- 2. července – Prezident Edvard Beneš jmenoval novou vládu v čele s Klementem Gottwaldem.
- 29. října – Bylo dokončeno vysídlení Němců z Československa. Poslední vlak s německými obyvateli opustil území republiky.
- 14. listopadu – Při výbuchu v dole Kohinoor v Lomu u Mostu zahynulo 52 havířů.
- 1. prosince – Byl zaveden tzv. zimní čas (trval do 23. února 1947).

### Svět
- 10. ledna – V Londýně se uskutečnilo první Valné shromáždění OSN.
- 1. února – Existence novodobého Maďarského království končí s vyhlášením Druhé Maďarské republiky.
- 24. února – Juan Perón zvítězil v argentinských prezidentských volbách.
- 4. března – Abdikoval finský prezident Carl Gustaf Mannerheim.
- 5. března – Winston Churchill ve Fultonském projevu použil termín železná opona.
- 9. března – Dosavadní finský premiér Juho Kusti Paasikivi se stal prezidentem.
- 15. března – Britský premiér Clement Attlee přislíbil nezávislost Indii.[1]
- 19. března – Francouzská Guyana, Guadeloupe, Martinik a Réunion se stávají francouzskými zámořskými departementy.
- 1. dubna – Asi 173 lidí zemřelo po tsunami v havajském městě Hilo.
- 17. dubna – Sýrie získala nezávislost na Francii.
- 18. dubna
  - USA uznaly Titovu vládu v Jugoslávii.
  - Rozpuštěna Společnost národů.
- 29. dubna – Poprvé zasedá Tokijský tribunál.
- 9. května – Po abdikaci italského krále Viktora Emanuela III. na trůn nastupuje jeho syn Umberto II.
- květen – vznikl Mezinárodní měnový fond
- 25. května – Jordánsko vyhlásilo nezávislost na Velké Británii.
- 2. června – V Itálii proběhlo institucionální referendum, které mělo za následek vyhlášení republiky.
- 9. června – Po smrti thajského krále Ananda Mahidola na trůn nastupuje jeho mladší bratr Pchúmipchon Adunjadét.
- 14. června – Na půdě OSN byla předložena konečná verze Baruchova plánu.
- 22. července – Ozbrojená skupina Irgun provedla bombový útok na hotel Krále Davida v Jeruzalémě, v němž sídlila britská civilní i vojenská správa Palestiny. Zahynulo 90 lidí.
- 16. srpna – Vznik Kurdské demokratické strany Iráku.
- 8. září – V Bulharském carství se konalo referendum o vyhlášení republiky, které mělo za následek zrušení carství a vyhlášení lidové republiky.
- 1. října – Ukončen Norimberský proces proti hlavním představitelům nacistického Německa.
- 19. listopadu – Afghánistán, Island a Švédsko se stávají členy OSN.
- 11. prosince – Při OSN byl založen Dětský fond Organizace spojených národů (UNICEF).
- 19. prosince – Začala Indočínská válka.

## Vědy a umění
- První ročník Mezinárodního filmového festivalu v Československu pořádaný v Mariánských Lázních, od druhého ročníku se pořádá v Karlových Varech.
- Syndikát českých spisovatelů svolal sjezd.
- 11. května – Byl zahájen první ročník festivalu Pražské jaro.
- 6. listopadu – Premiéra Bal Negre v Belasco Theater v New Yorku (54 repríz)
- 7. listopadu – Počestná děvka (La Putain Respecteuse) Jean-Paul Sartra má premiéru v Paříži
- 7. listopadu – Premiéra baletu "Čtyři temperamenty" v New Yorku na hudbu Paula Hindemitha (zapsáno pro klavír a smyčce, 1940)
- 20. listopadu – Světová premiéra Lillian Hellmanové "Another Part of the Forest" (Jiná část lesa) v New Yorku
- 21. listopadu – Premiéra amerického filmu Nejlepší léta našeho života (The Best Years of Our Lives), režiséra Williama Wylera podle Kantorovy Glory for Me. V hlavních rolích Myrna Loy a Fredric March. (Academy Awards Best Picture 1947)

## Nobelova cena
- Nobelova cena za fyziologii a lékařství – Hermann Joseph Muller za objev, že mutace mohou být vyvolány rentgenovými paprsky
- Nobelova cena za fyziku – Percy Williams Bridgman za vynález přístroje pro vytvoření extrémně vysokého tlaku a s ním vytvořené objevy v oboru vysokotlaké fyziky
- Nobelova cena za chemii – James Batcheller Sumner za objev, že enzymy je možné krystalizovat, John Howard Northrop, Wendell Meredith Stanley za přípravu enzymů a virových proteinů v čisté formě
- Nobelova cena za literaturu – Hermann Hesse (Německo)
- Nobelova cena za mír – Emily Greene Balch, John Mott (USA)

## Narození

### Česko

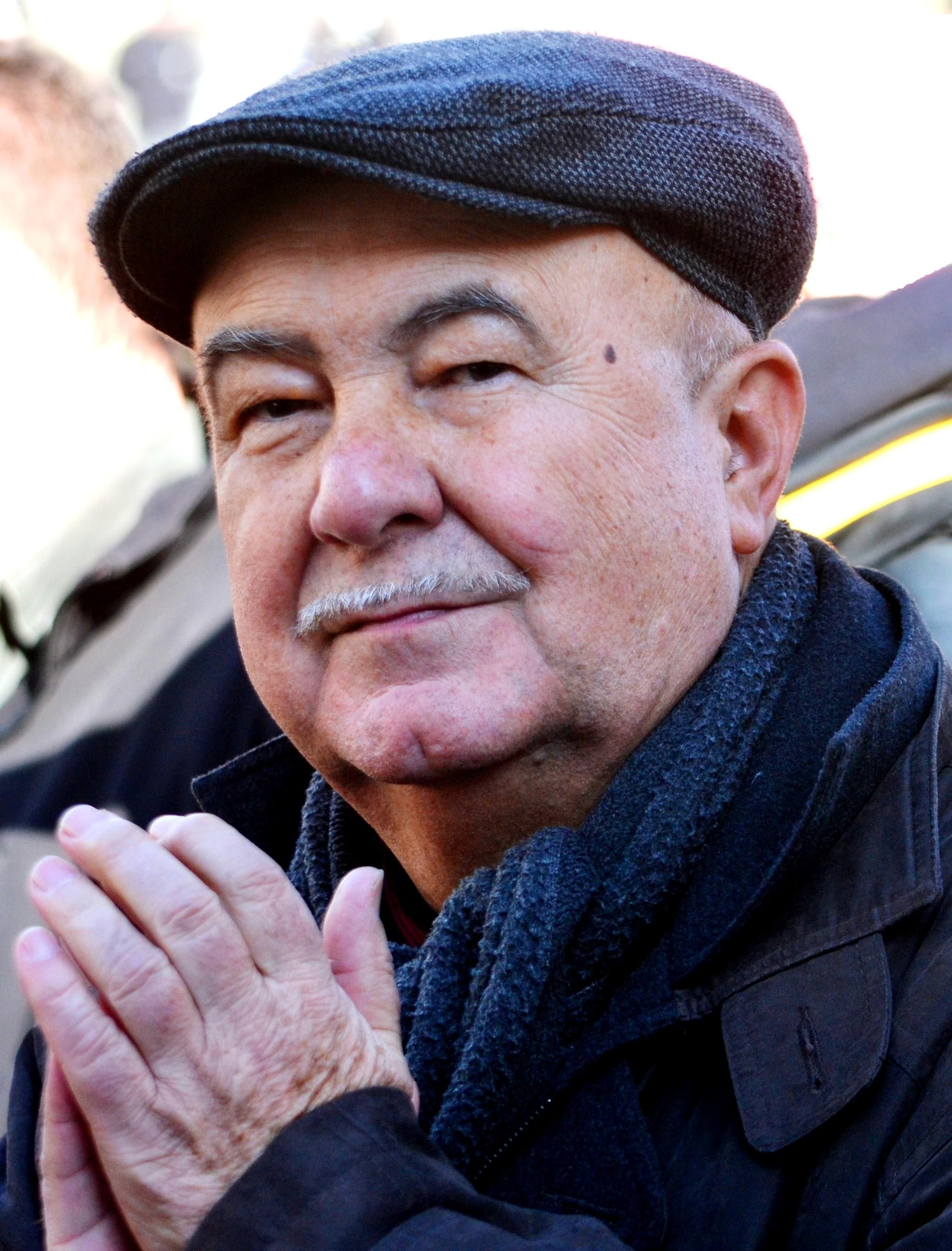
Petr Hannig (* 20. ledna)

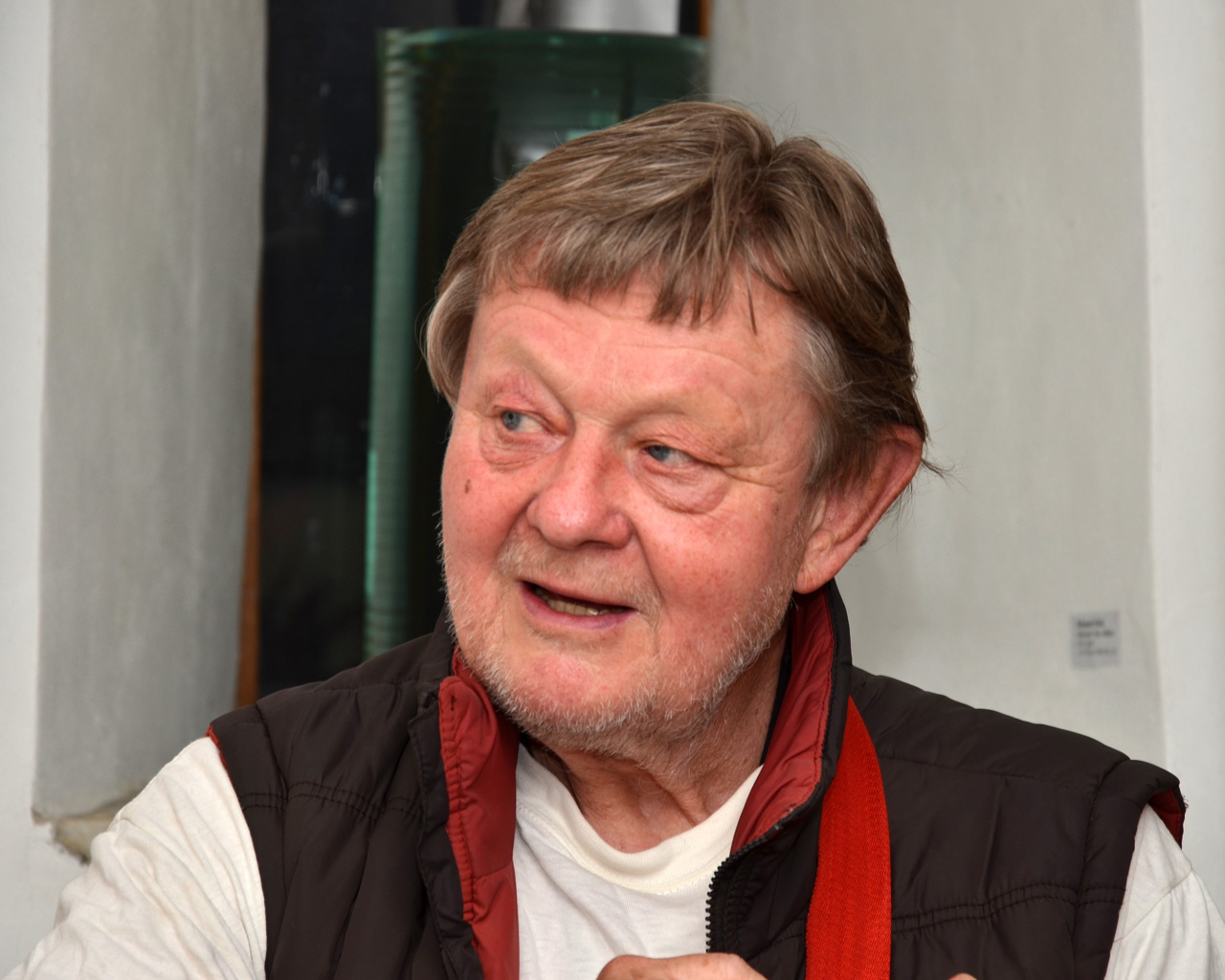
Vladimír Merta (* 20. ledna)

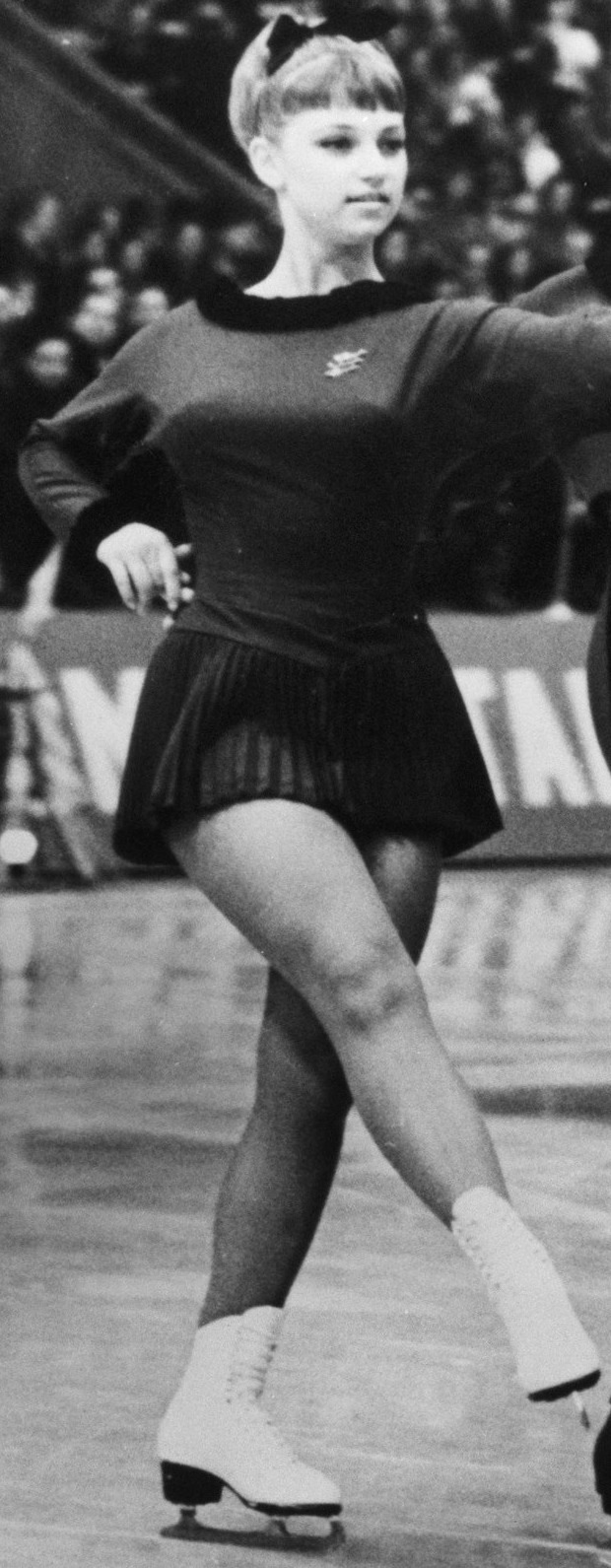
Eva Romanová (* 27. ledna)

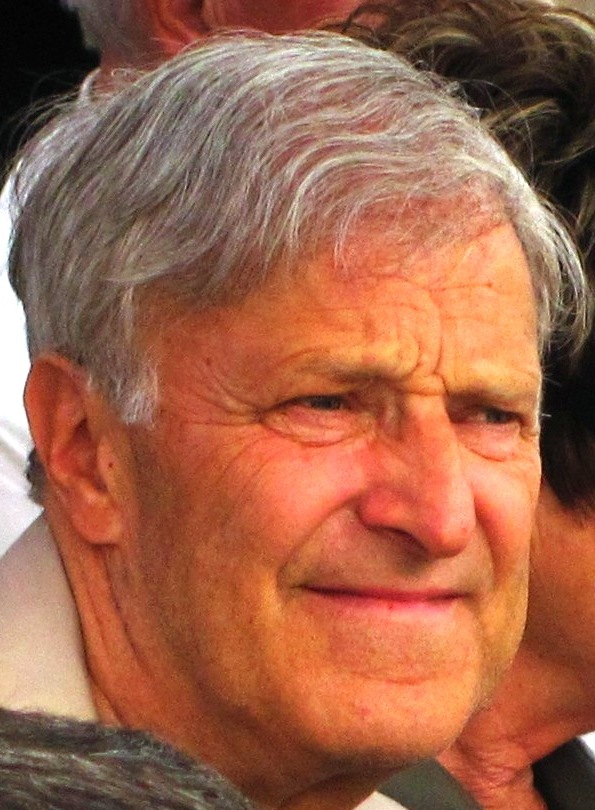
Jan Kodeš (* 1. března)

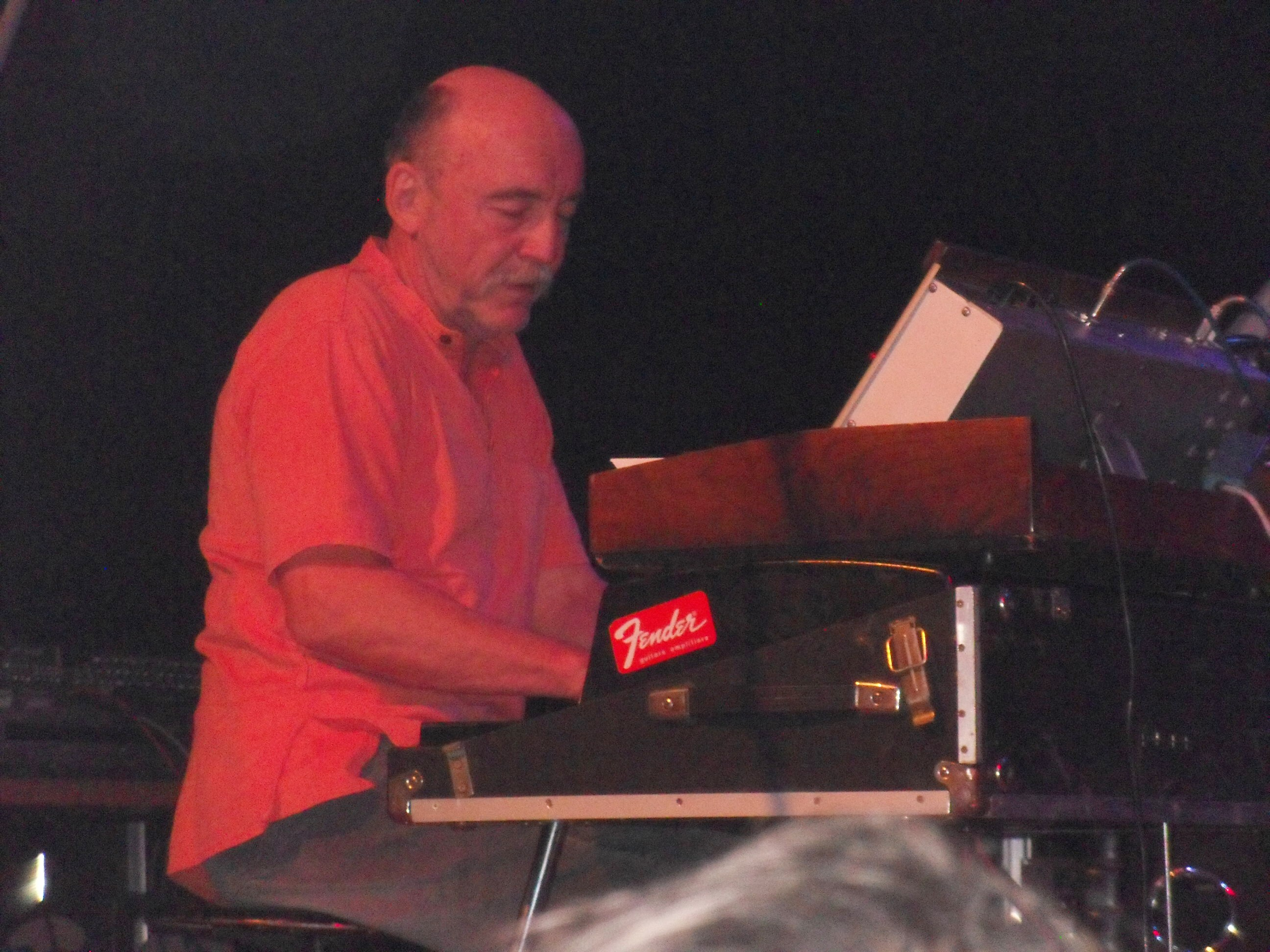
Martin Kratochvíl (* 22. května)

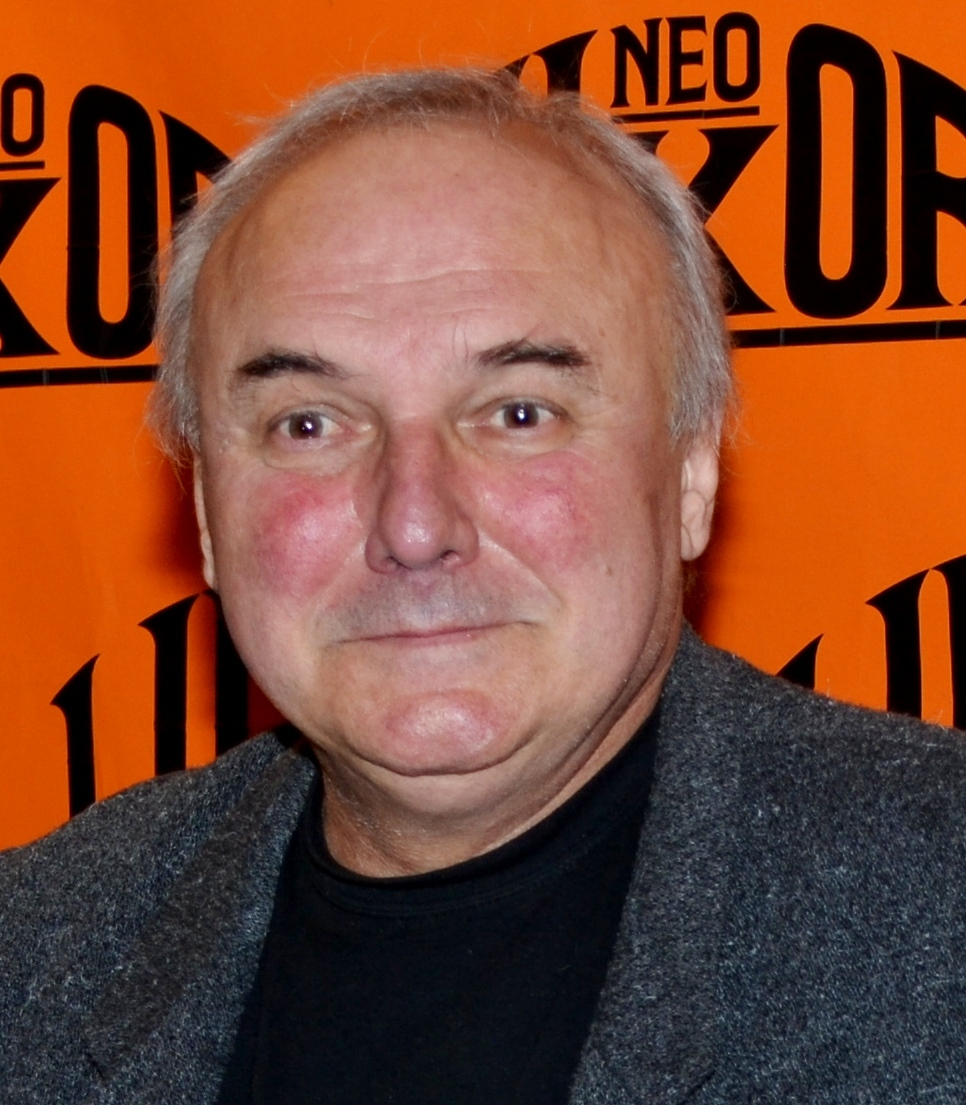
Oldřich Dudek (* 23. května)

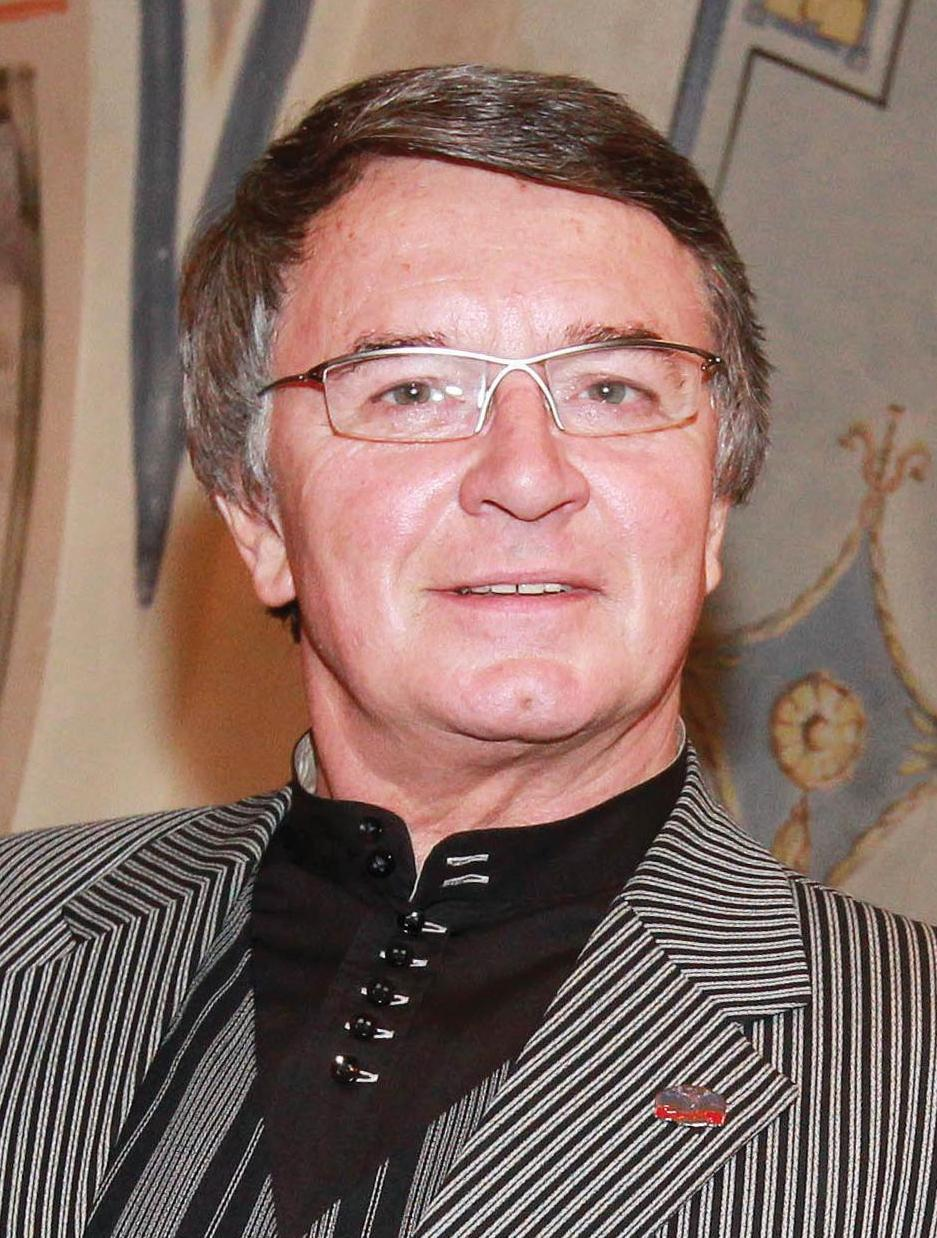
Vlastimil Harapes (* 24. července)

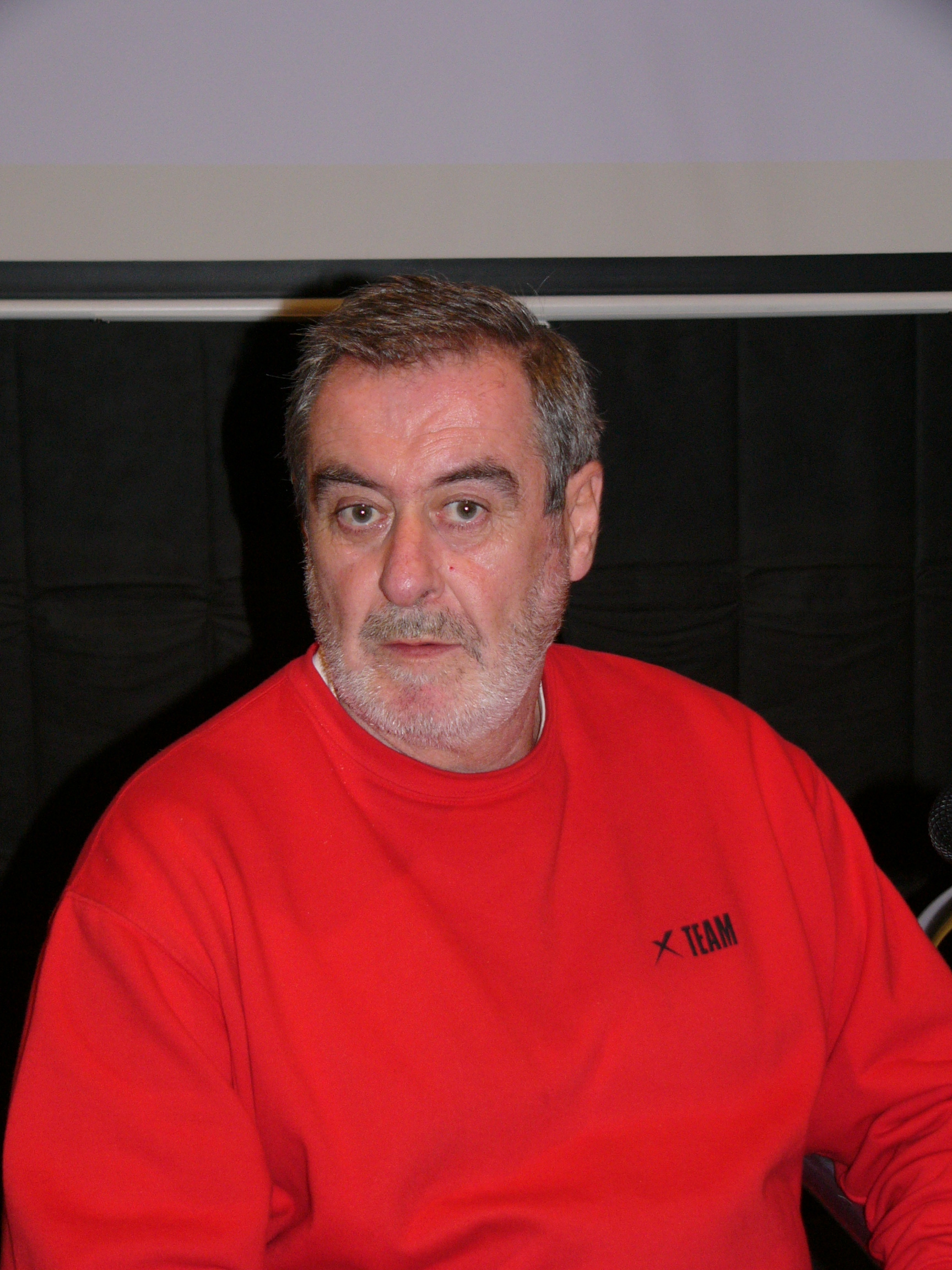
Michal Prokop (* 13. srpna)

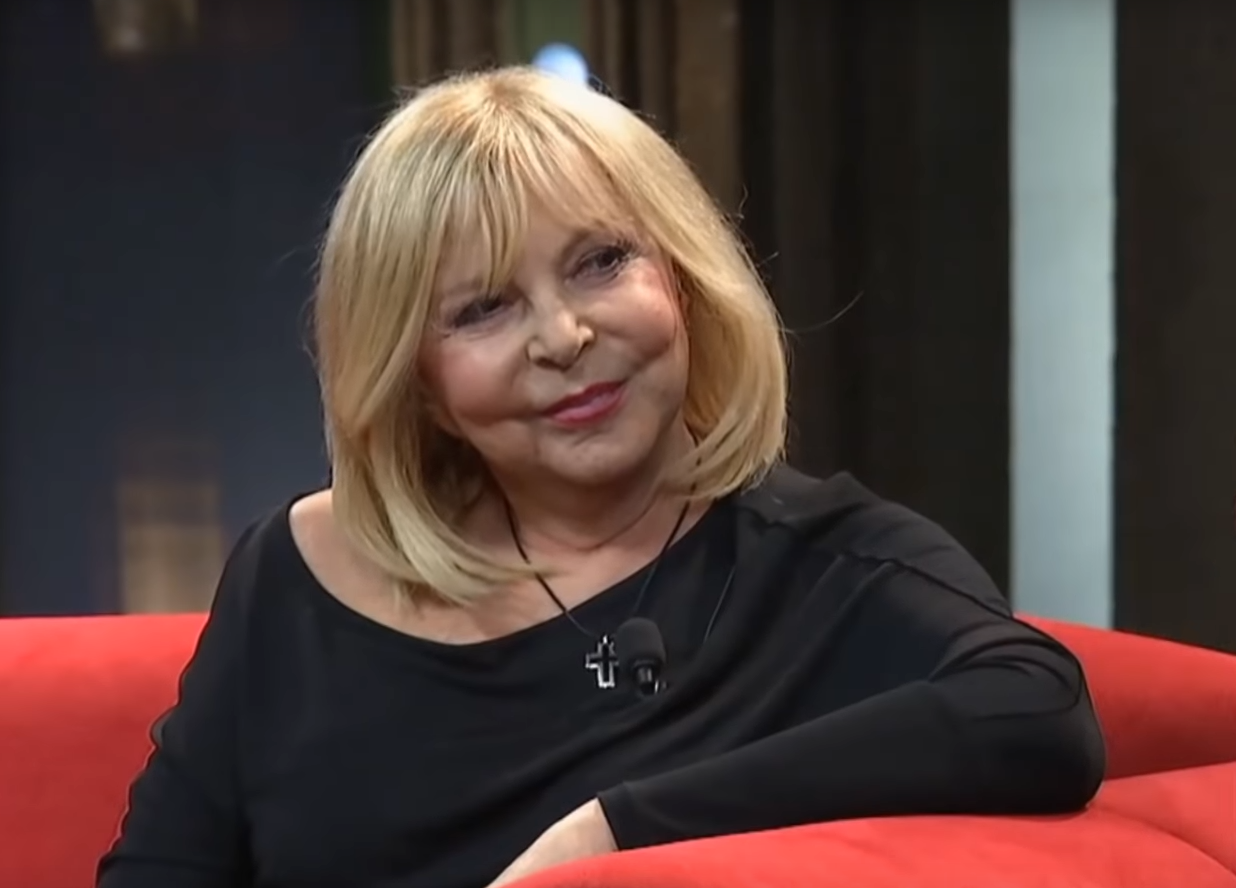
Hana Zagorová (* 6. září)

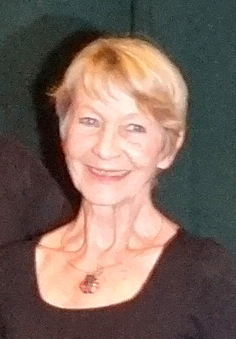
Daniela Kolářová (* 21. září)

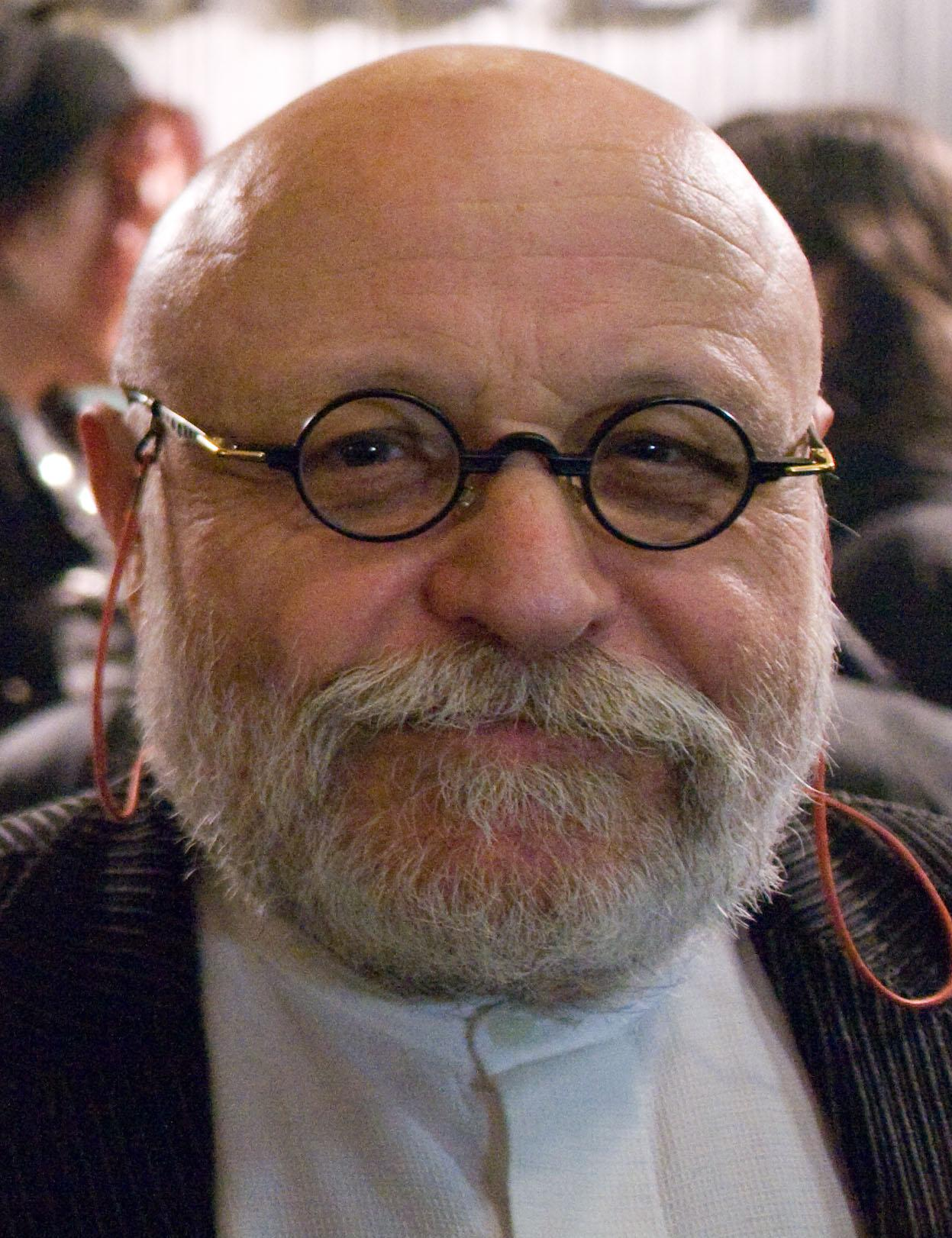
Arnošt Goldflam (* 22. září)

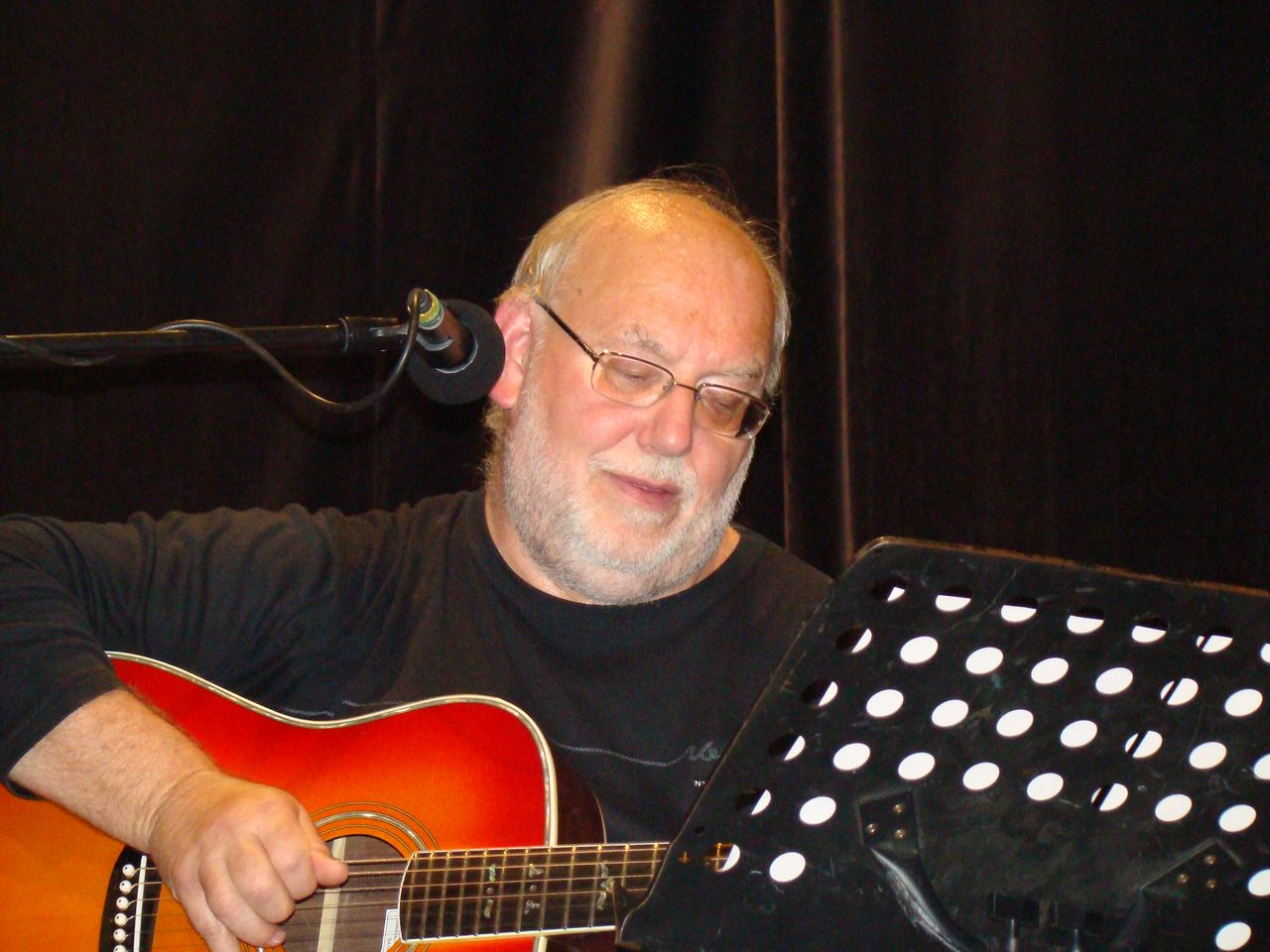
Jan Nedvěd (* 24. září)

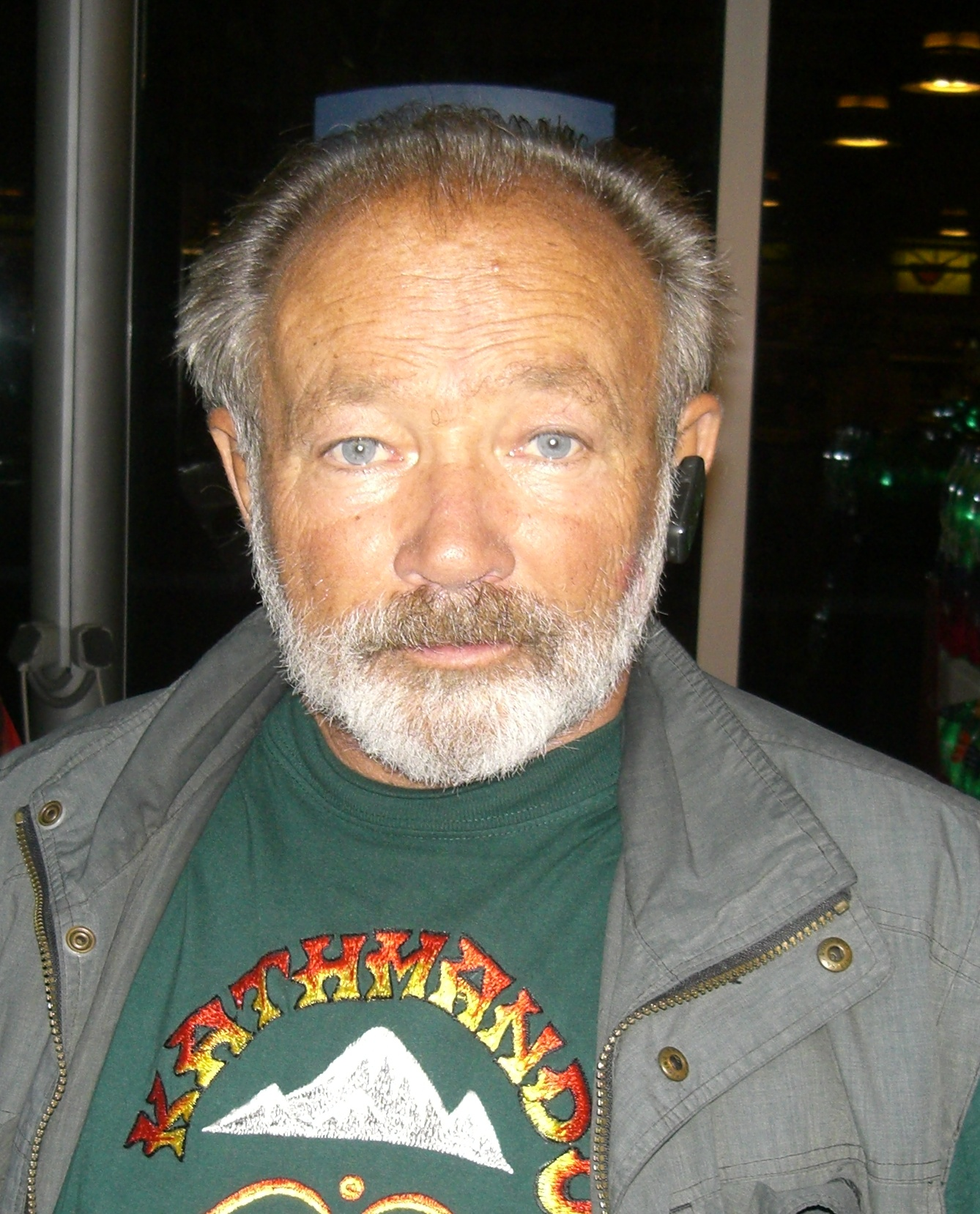
Rudolf Hrušínský (* 5. října)

- 04. ledna – Eva Hašková, grafička a ilustrátorka
- 20. ledna
  - Petr Hannig, zpěvák, skladatel, producent, hudební vydavatel a politik († 21. ledna 2025)
  - Vladimír Merta, písničkář, publicista, spisovatel, fotograf, architekt a filmový režisér
- 21. ledna – Zdeněk Volný, spisovatel
- 24. ledna – Josef Frais, spisovatel († 10. ledna 2013)
- 27. ledna – Eva Romanová, krasobruslařka
- 03. února – Petr Moos, ministr dopravy a spojů České republiky († 23. února 2024)
- 04. února – Vladimíra Čerepková, básnířka († 11. srpna 2013)
- 06. února
  - Ellen Jilemnická, sochařka, básnířka a kreslířka
  - Tomáš Linka, zpěvák a hráč na foukací harmoniku stylu country
- 09. února – Lubomír Holeček, studentský vůdce († 7. května 1976)
- 13. února – Vladimír Veit, písničkář
- 15. února – Lubomír Zajíček, volejbalista, olympionik († 14. května 2013)
- 18. února – Ivan Štampach, religionista a teolog
- 20. února – Radka Fidlerová, divadelní a filmová herečka
- 21. února – Vladimír Petlák, volejbalista, mistr světa († 2. února 1999)
- 22. února – Oldřich Dočekal, politik
- 24. února
  - Jiří Bělohlávek, dirigent († 31. května 2017)
  - Pavel Šremer, biolog a politik
- 27. února – Jaroslav Beneš, fotograf
- 01. března – Jan Kodeš, profesionální tenista
- 04. března – Petr Vronský, houslista, dirigent a hudební pedagog
- 09. března – Oldřich Svojanovský, veslař, který získal stříbrnou a bronzovou medaili z OH
- 13. března – Jaroslav Nešetřil, matematik a výtvarník
- 14. března
  - Pavel Bratinka, politik
  - Ivana Janů, místopředsedkyně Ústavního soudu
- 17. března – Jozef Kochan, lékař a politik († 17. srpna 2025)
- 20. března – Pavel Lohonka, folkový písničkář
- 22. března – Jan Smejkal, mezinárodní šachový velmistr
- 26. března
  - Jan Berwid-Buquoy, český a německý politolog a historik
  - Jiří Kabeš, člen skupiny The Plastic People of the Universe
  - Jan Živný, malíř, restaurátor, fotograf († 20. ledna 2022)
- 27. března – František Panchártek, hokejový reprezentant († 27. března 2021)
- 30. března – Kateřina Burianová, herečka a básnířka
- 03. dubna – Jiří Kabele, sociolog
- 10. dubna – Jaroslava Obermaierová, herečka
- 14. dubna – Dušan Tříska, ekonom
- 17. dubna – René Přibil, divadelní a filmový herec i režisér († 30. května 2017)
- 18. dubna – Oldřich Machač, hokejový obránce († 10. srpna 2011)
- 19. dubna – Jaroslav Veis, spisovatel
- 21. dubna – Jiřina Šedinová, hebraistka a překladatelka moderní izraelské literatury
- 28. dubna – Josef Zieleniec, ministr zahraničních věcí ČR
- 29. dubna – Pavel Brümer, zpěvák a hráč na banjo († 15. září 2015)
- 30. dubna – Hedvika Vilgusová, malířka a ilustrátorka († 12. listopadu 2007)
- 03. května – Michal Vitanovský, medailér a sochař
- 05. května – Josef Pecinovský, spisovatel science fiction a westernů
- 06. května – Vladimír Just, teatrolog a literární a divadelní kritik
- 11. května – Jiří Mucha, soudce Ústavního soudu
- 16. května
  - Jiří Chalupa, dramaturg a scenárista České televize
  - Petr Směja, kytarista a zpěvák
- 20. května – Pavel Frýbort, publicista, prozaik, překladatel († 27. března 2007)
- 21. května – Ivan Vyskočil, herec
- 22. května
  - Martin Kratochvíl, jazzový a jazz-rockový hudebník
  - Miroslav Machotka, fotograf
- 23. května – Oldřich Dudek, spisovatel, scenárista
- 24. května
  - Růžena Děcká, cimbálistka
  - Alexandr Kramer, novinář a spisovatel († 29. května 2012)
- 25. května – Milan Buben, historik, heraldik
- 26. května – Drahomír Koudelka, volejbalista, mistr světa († 19. srpna 1992)
- 30. května – Miroslava Besserová, scenáristka, publicistka a spisovatelka († 3. srpna 2017)
- 03. června
  - Alena Macurová, bohemistka
  - Radek Tomášek, zpěvák, písničkář, textař a kytarista
- 04. června – Magdalena Jetelová, fotografka a výtvarnice konceptuálních projektů
- 06. června – Jiří Poláček, fotograf († 13. září 2016)
- 09. června – Ivana Pavlová, herečka a tanečnice († 2. září 2023)
- 12. června – František Duchoň, soudce Ústavního soudu
- 13. června – Josef Šilhavý, atlet, diskař, olympionik a trenér
- 18. června
  - Milan Kubala, fyzicky handicapovaný atlet, vítěz paraolympiády († 14. března 2020)
  - Rostislav Valušek, básník, grafik
- 21. června
  - Jaroslava Sedláčková, gymnastka, olympionička
  - Jaromír Schling, ministr dopravy a spojů ČR
- 27. června – Jiří Sozanský, sochař, malíř, grafik
- 02. července – Jiří Weinberger, básník, textař, esejista, překladatel
- 04. července – Anna Gavendová, orientační běžkyně
- 05. července – Daniela Hodrová, literární teoretička a spisovatelka
- 06. července – Bedřich Brunclík, hokejový reprezentant
- 18. července – Josef Horešovský, hokejový obránce
- 20. července – Václav Chvátal, matematik
- 22. července – Jessica Horváthová, politička, kameramanka a režisérka
- 24. července – Vlastimil Harapes, herec, tanečník, režisér, choreograf († 15. května 2024)
- 26. července
  - Karel Sýs, básník († 29. července 2024)
  - Vratislav Preclík, publicista a pedagog
- 02. srpna – Jaroslava Pokorná, herečka
- 04. srpna – Radek Pobořil, hudebník, člen skupiny Čechomor
- 06. srpna – Jiří Kaše, historik umění († 31. března 2022)
- 08. srpna – Václav Benda, filosof, kybernetik, katolický aktivista († 2. června 1999)
- 11. srpna
  - Jiří Haas, astronom a politik
  - Miroslava Pešíková, tanečnice
- 13. srpna – Michal Prokop, rockový zpěvák, skladatel a politik
  - Milan Hein, divadelní publicista, herec, moderátor a divadelní podnikatel
- 14. srpna – Jiří Vlach, sochař, medailér a pedagog
- 22. srpna – Marie Wichnerová, sochařka
- 23. srpna – Vlastimil Marek, hudebník, zenový buddhista, spisovatel († 16. března 2021)
- 30. srpna – Jiří Traxler, folkový hudebník, zpěvák, scenárista, muzikolog, etnolog a folklorista
- 05. září – Jindřich Štreit, dokumentární fotograf a pedagog
- 06. září – Hana Zagorová, zpěvačka, textařka, herečka († 26. srpna 2022)
- 09. září
  - Jiří Mráz, jazzový kontrabasista († 16. září 2021)
  - Jiří Žák, herec a spisovatel († 21. července 2024)
  - Antonín Baudyš, politik a astrolog († 24. srpna 2010)
  - Anatoli Kohout, bubeník († 9. října 2007)
- 14. září – Miroslav Zeman, zápasník, bronzová medaile na OH 1972
- 21. září – Daniela Kolářová, herečka a politička
- 22. září – Arnošt Goldflam, herec, dramatik, režisér, pedagog a spisovatel
- 23. září
  - Věra Capponi, psycholožka
  - Jiří Plachý mladší, herec
- 24. září – Jan Nedvěd, folkový písničkář
- 25. září – Petr Svojtka, herec († 9. května 1982)
- 27. září
  - Věra Bartošková, publicistka a básnířka
  - Jiří Ornest, herec, režisér a překladatel († 9. dubna 2017)
- 02. října – Jaroslav Pešán, veterinář a politik
- 03. října
  - Vlastislav Bříza, podnikatel
  - Jiří Bulis, hudebník, skladatel a klavírista († 12. května 1993)
- 05. října – Rudolf Hrušínský mladší, herec
- 06. října – Nina Škottová, farmakoložka a politička
- 07. října – Jan Vaněček, spisovatel
- 09. října – Václav Glazar, herec, dramaturg, scenárista a kabaretiér
- 11. října – Jiří Kochta, hokejový útočník
- 13. října – Ladislav Coufal, fotbalový záložník
- 14. října – Jaromír Zelenka, básník a překladatel
- 16. října – Josef Hojdar, politik
- 17. října
  - Jan Kavan, politik a diplomat
  - Nina Vangeli, režisérka, choreografka, překladatelka
  - Ivan Dejmal, ministr životního prostředí ČR († 6. února 2008)
- 19. října – Miloš Rejchrt, evangelický farář a disident
- 21. říjen – Pavel Hobza, profesor fyzikální chemie
- 26. října – Andrej Barčák mladší, ministr zahraničního obchodu Československa
- 01. listopadu – Jiří Veisser, zpěvák a houslista
- 08. listopadu – Karel Kahovec, zpěvák, hudební skladatel a kytarista
- 11. listopadu
  - Jan Bednář, meteorolog, klimatolog
  - Peter Duhan, generální ředitel Českého rozhlasu
  - Jitka Zelenohorská, herečka
- 12. listopadu – Svatava Urbanová, literární historička, teoretička a kritička
- 14. listopadu – Karel Šplíchal, historik a politik
- 19. listopadu – Jaroslav Soukup, režisér, scenárista a producent
- 20. listopadu – Marcel Grün, astronom († 2. listopadu 2020)
- 24. listopadu
  - Josef Augusta, hokejový reprezentant a trenér († 16. února 2017)
  - Lešek Semelka, zpěvák, skladatel a hráč na klávesové nástroje
- 25. listopadu – Pavel Pokorný, klávesista, kytarista, houslista a zpěvák
- 27. listopadu – Eduard Novák, hokejový útočník († 21. října 2010)
- 30. listopadu – František Macek, dirigent, sbormistr, varhaník, skladatel a pedagog
- 1. prosince – Josef Žemlička, historik
- 2. prosince – Jan Kumpera, historik
- 6. prosince – Jan Soukup, architekt
- 8. prosince
  - Jaroslav Malý, politik, lékař a vysokoškolský pedagog
  - Hana Orgoníková, politička († 5. června 2014)
- 09. prosince – Jan Vodehnal, ministr zemědělství České republiky
- 12. prosince – Hana Brejchová, herečka († duben 2024)
- 13. prosince – Radim Hladík, rockový kytarista, skladatel, producent a pedagog († 4. prosince 2016)
- 16. prosince – Ladislav Gerendáš, jazzový trumpetista, filmový a divadelní herec
- 19. prosince – Jaroslav Kučera, fotograf
- 20. prosince – Valerie Chmelová, herečka, moderátorka, scenáristka
- 21. prosince – Anna Skoumalová, výtvarnice, ilustrátorka a grafička
- 23. prosince
  - Jefim Fištejn, publicista, esejista a scenárista
  - Luboš Zelený, spisovatel
- 28. prosince – Karel Fiala, japanolog, lingvista a filolog
- 29. prosince – Pavel Bělíček, spisovatel, lingvista, literární historik, kritik

### Svět

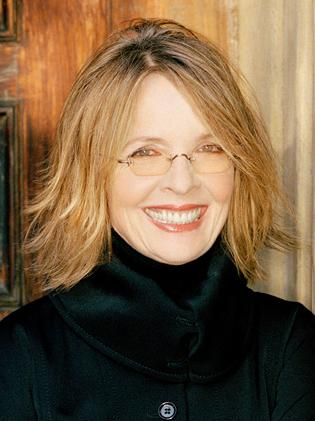
Diane Keatonová (* 5. ledna)

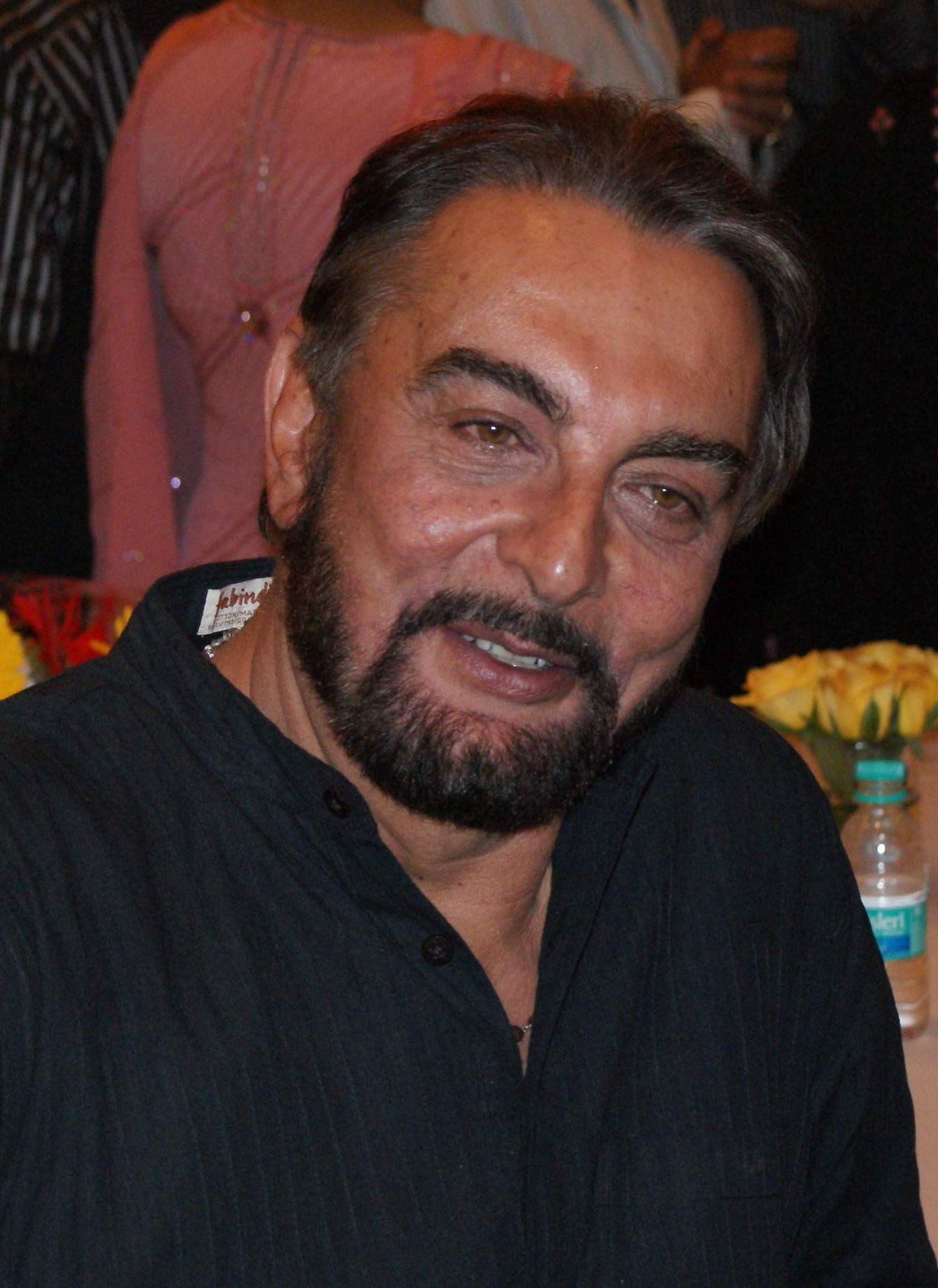
Kabir Bedi (* 16. ledna)

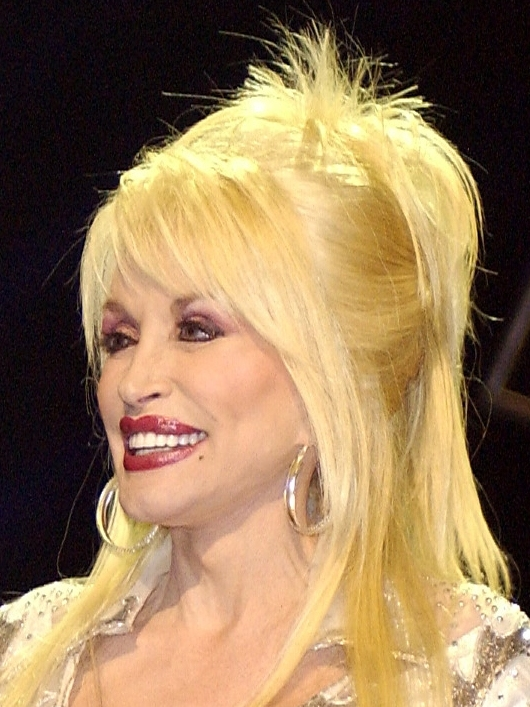
Dolly Parton (* 19. ledna)

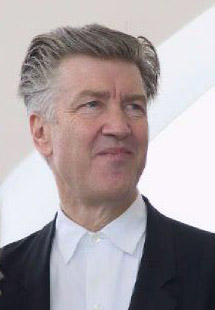
David Lynch (* 20. ledna)

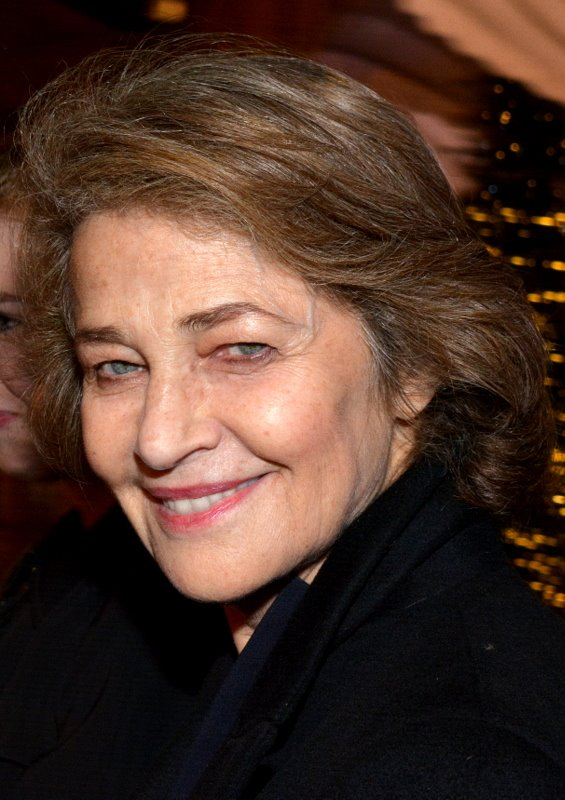
Charlotte Rampling (* 5. února)

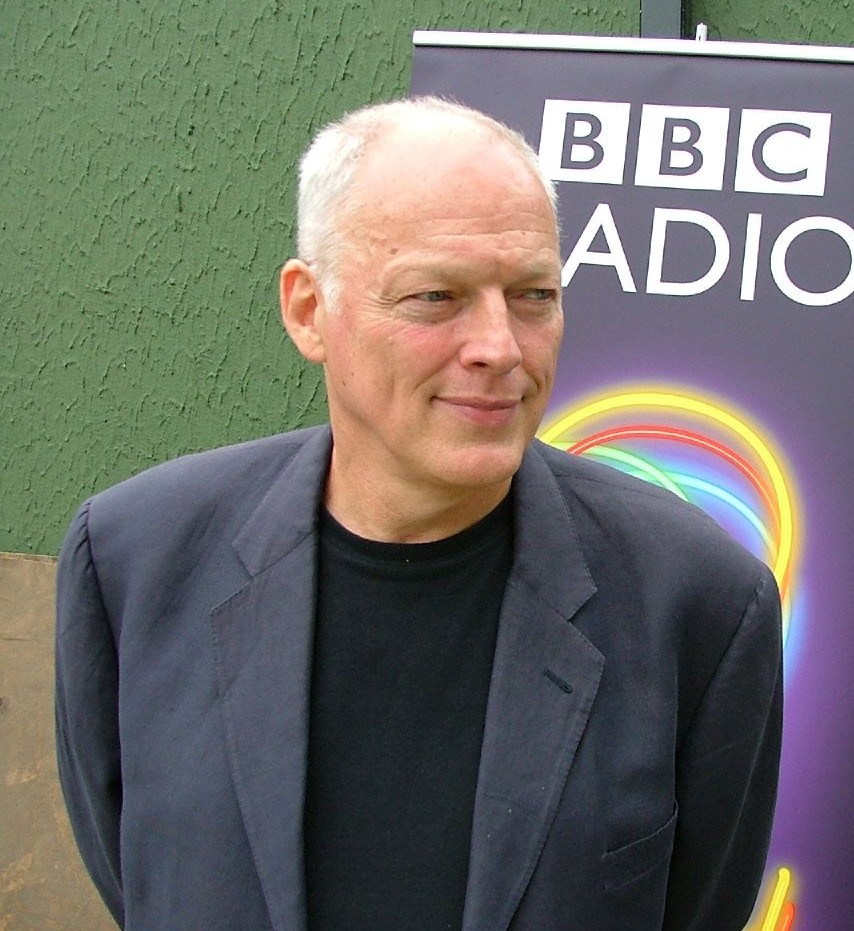
David Gilmour (* 6. března

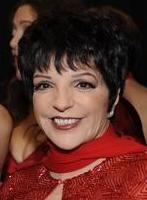
Liza Minnelliová (* 12. března

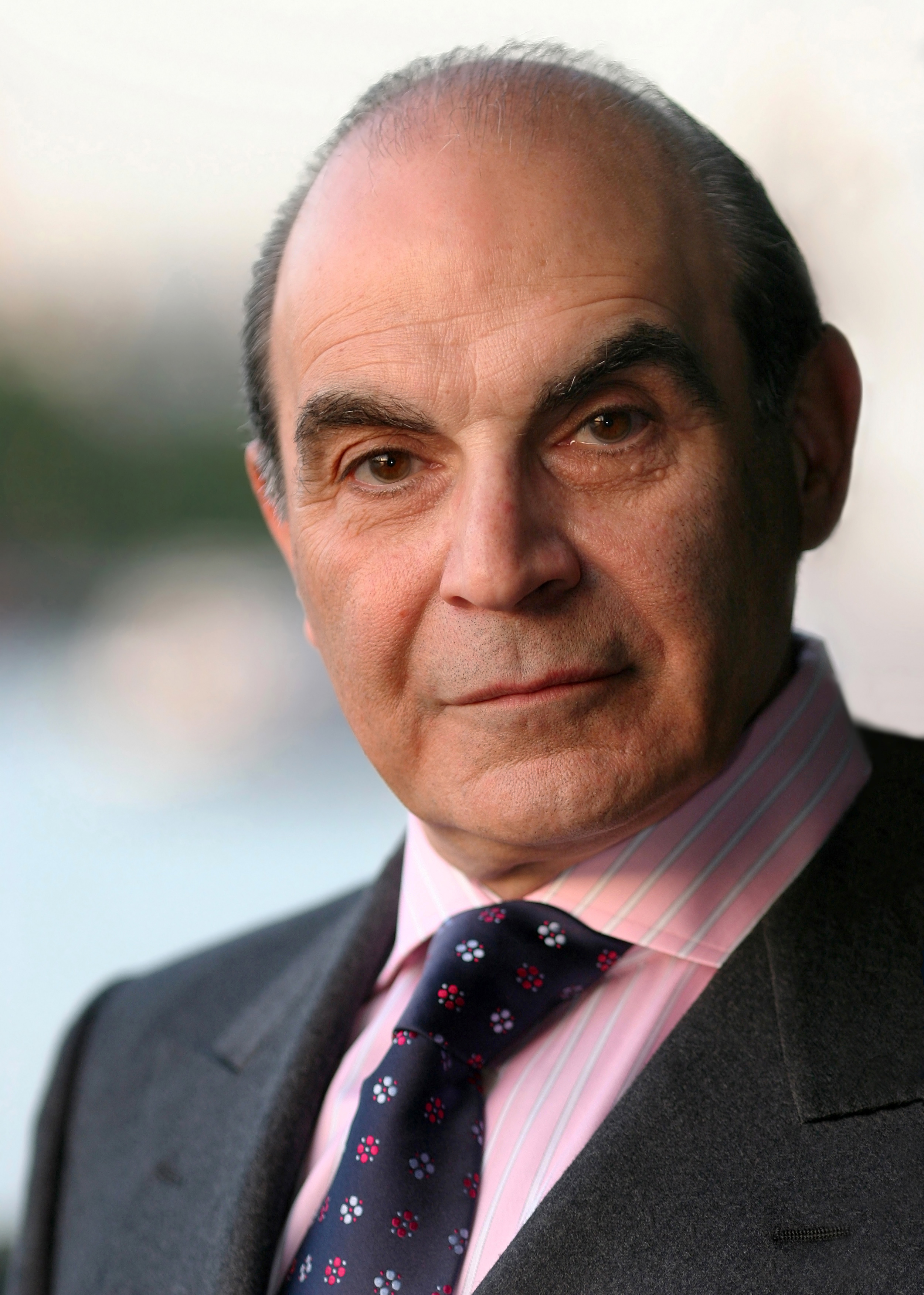
David Suchet (* 2. května)

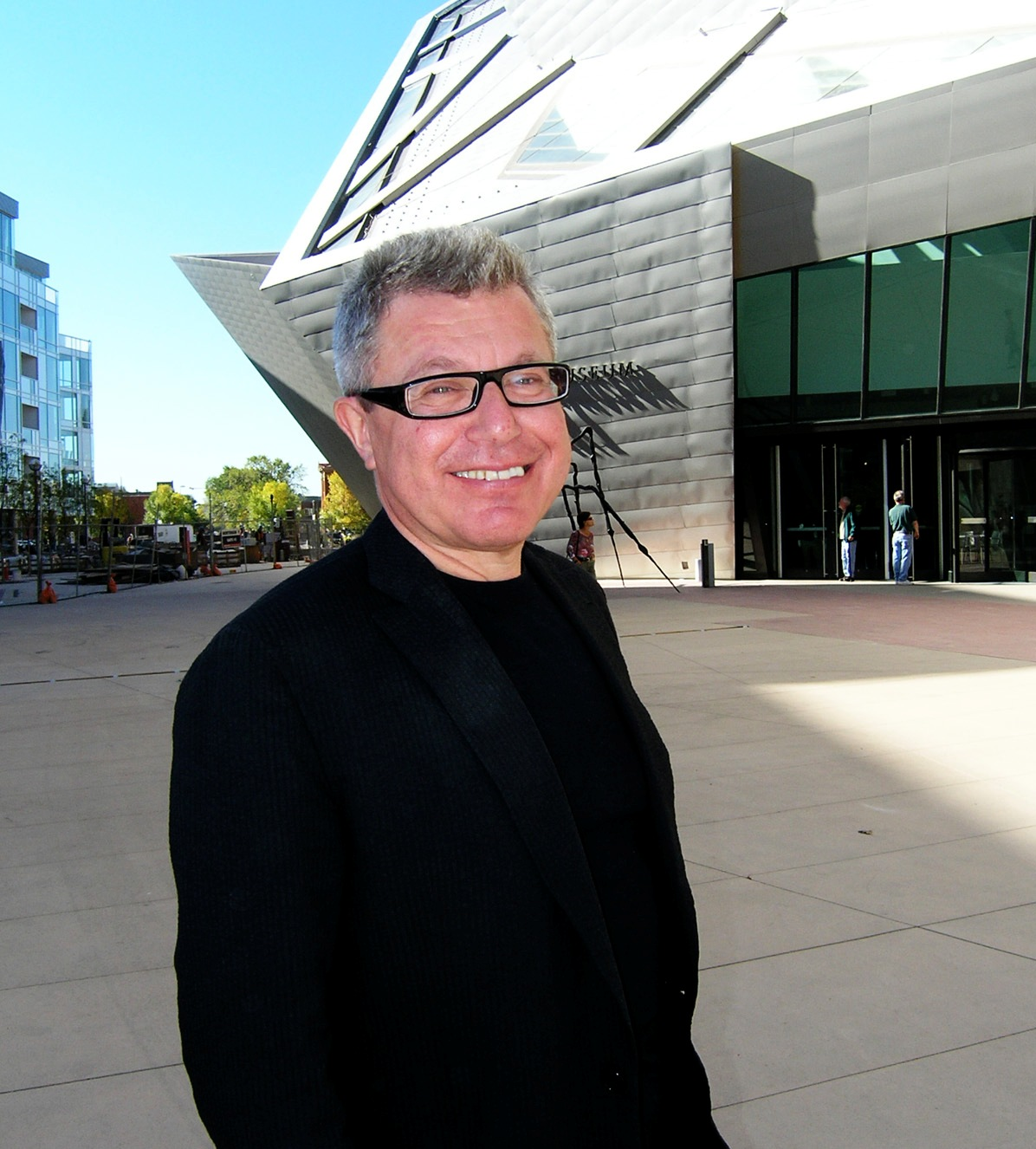
Daniel Libeskind (* 12. května)

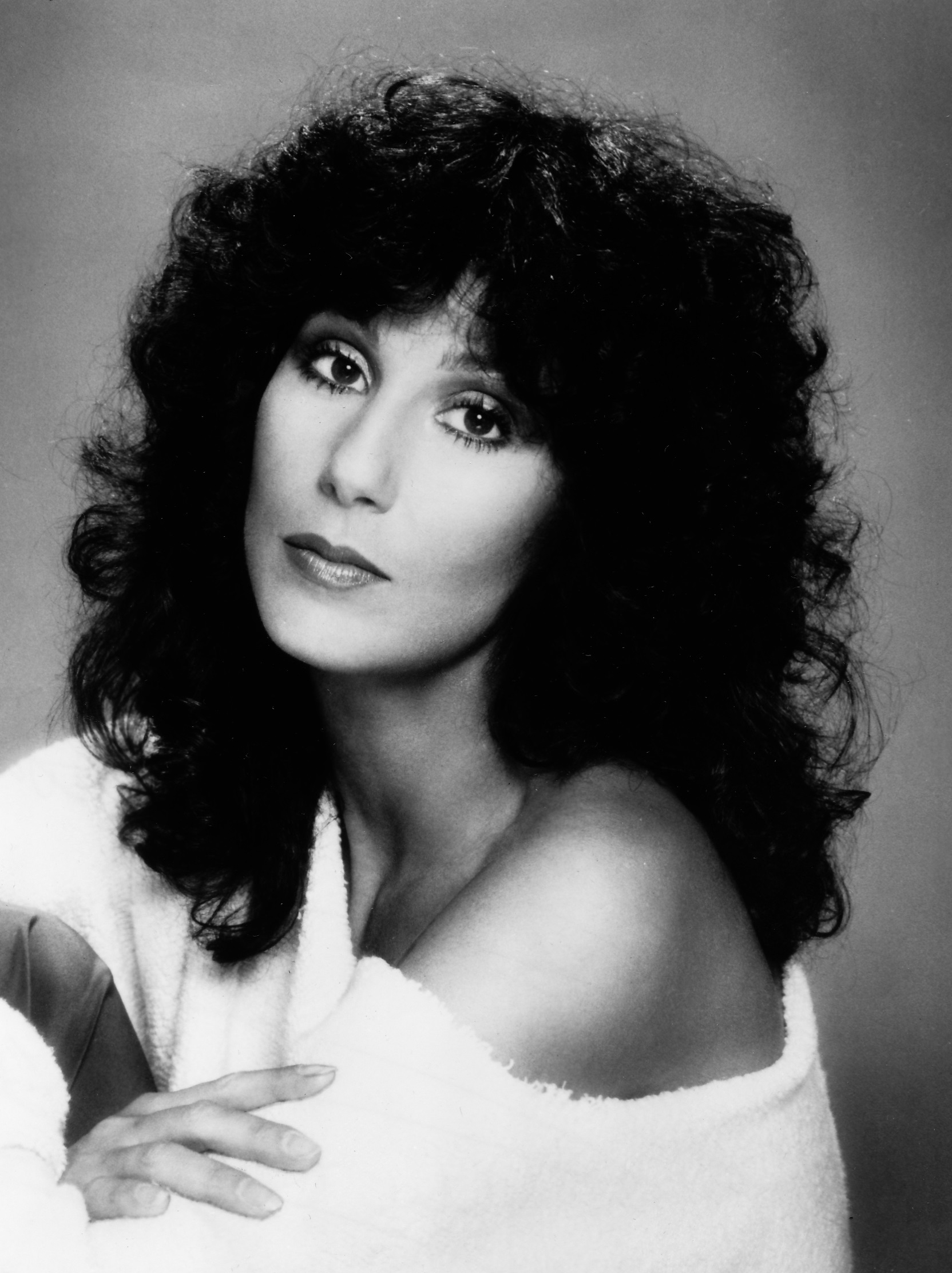
Cher (* 20. května)

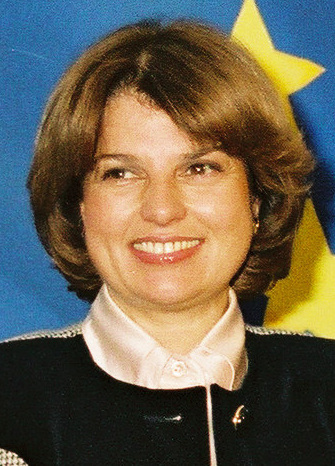
Tansu Çillerová (* 24. května)

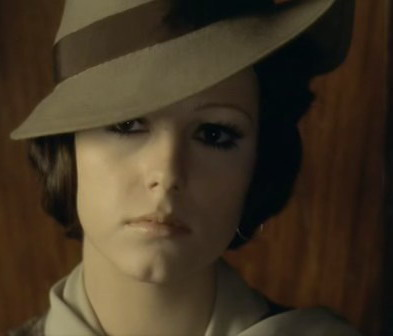
Stefania Sandrelliová (* 5. června)

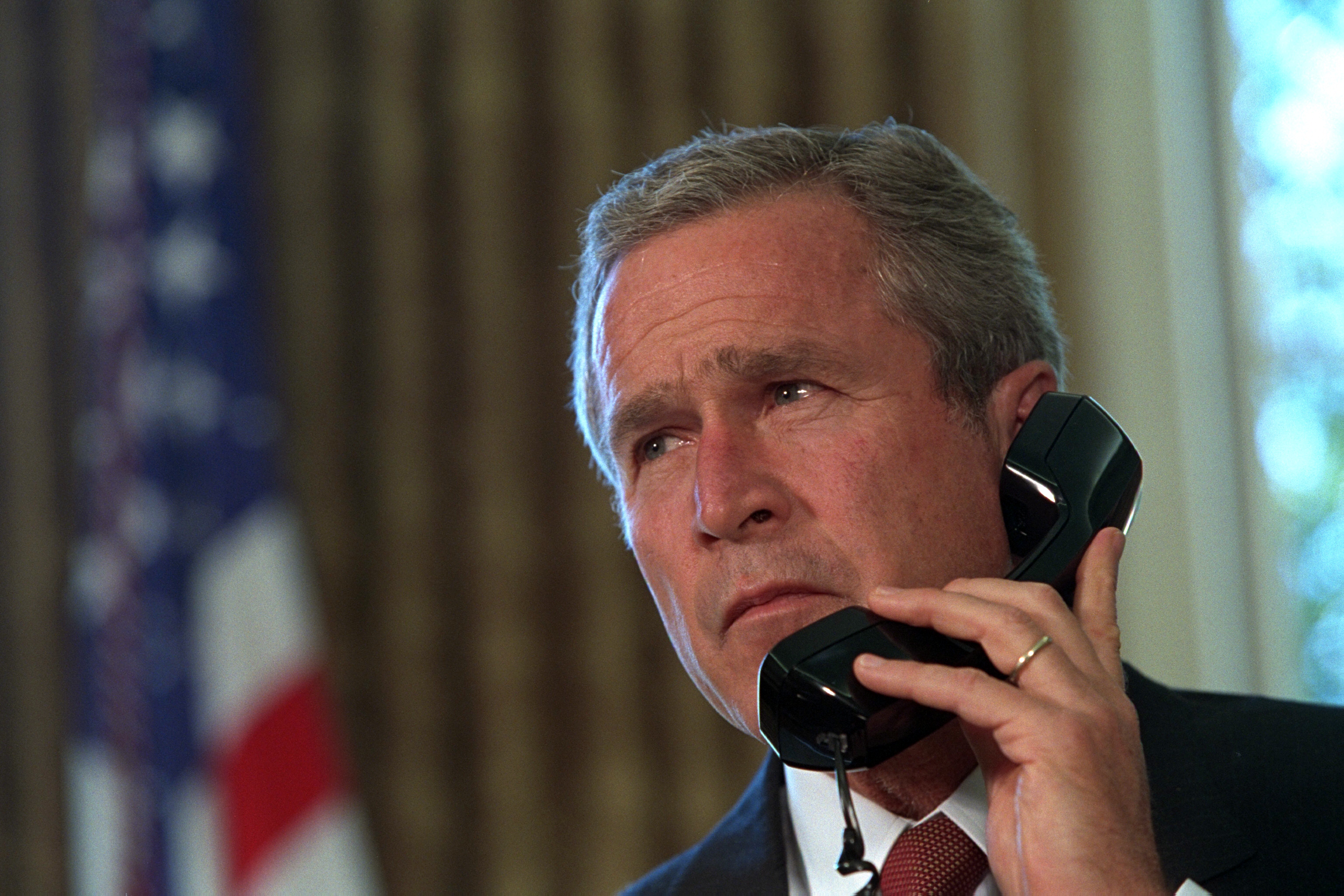
George W. Bush (* 6. července)

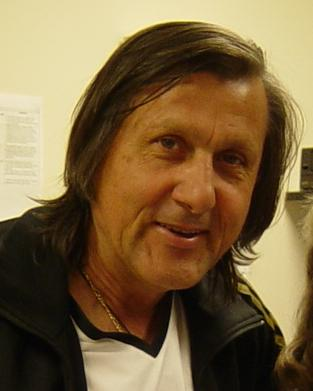
Ilie Năstase (* 19. července)

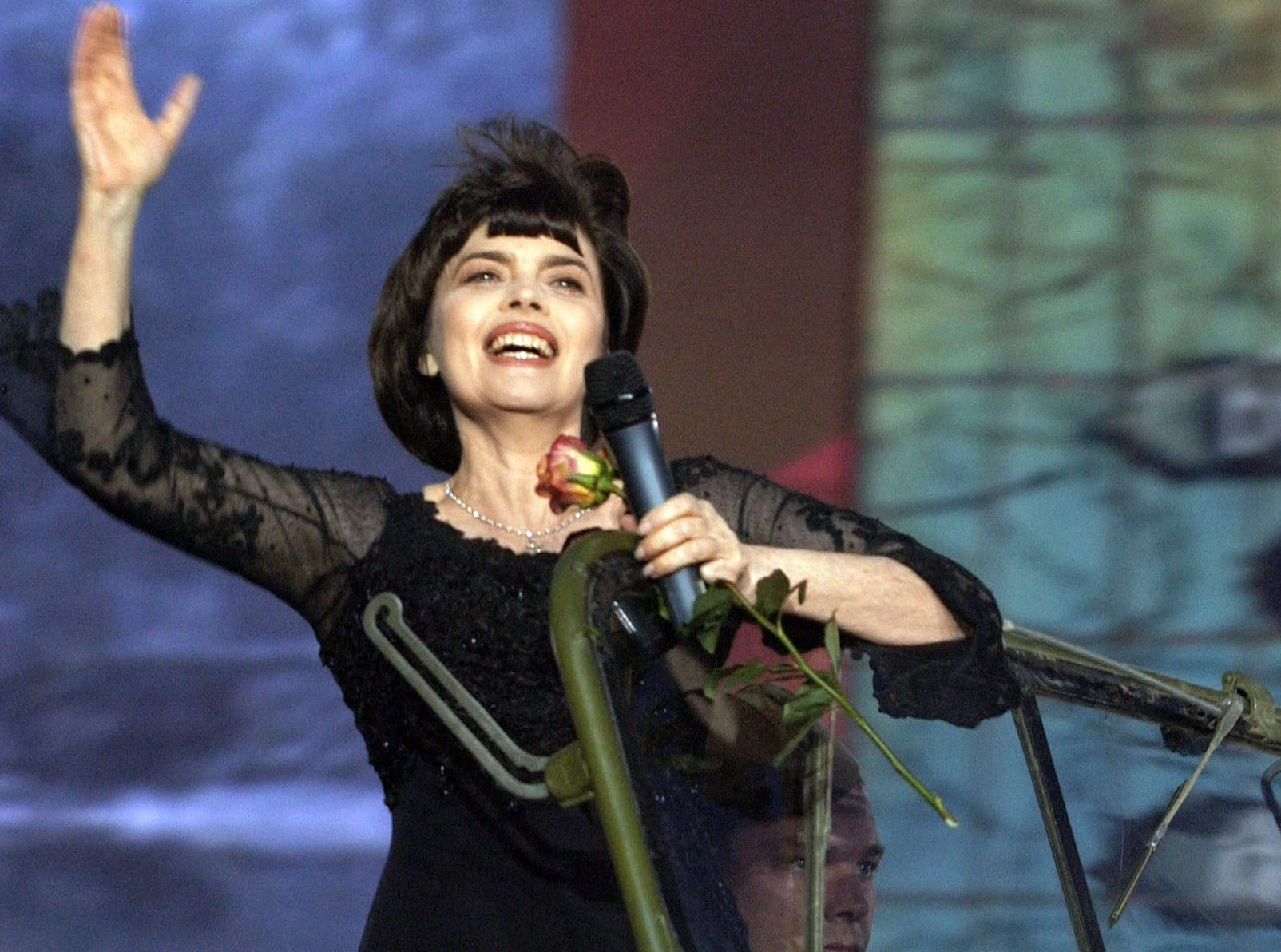
Mireille Mathieu (* 22. července)

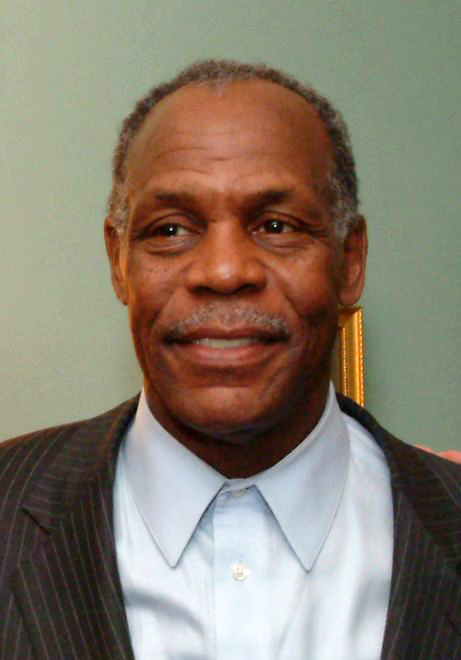
Danny Glover (* 22. července)

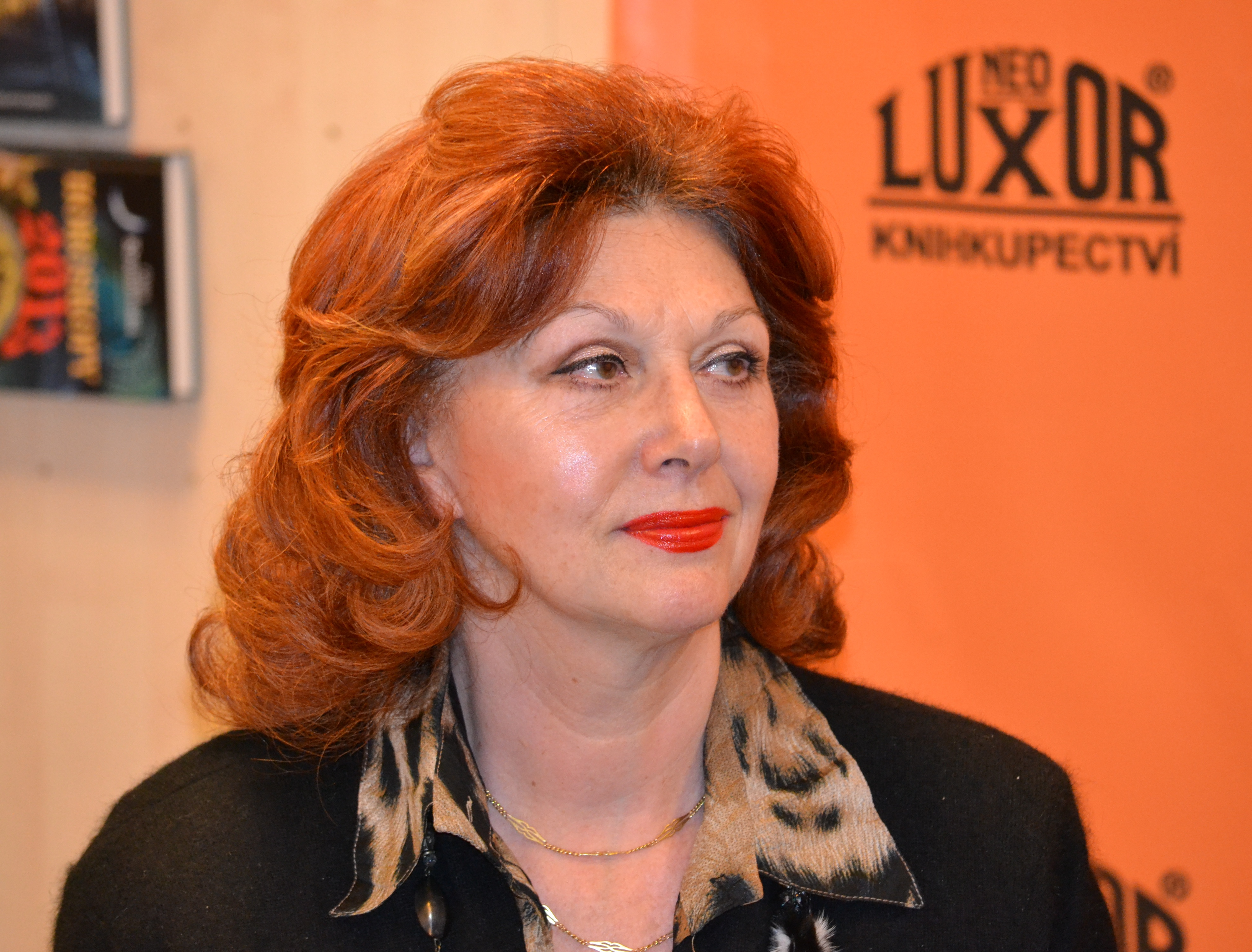
Saskia Burešová (* 29. července)

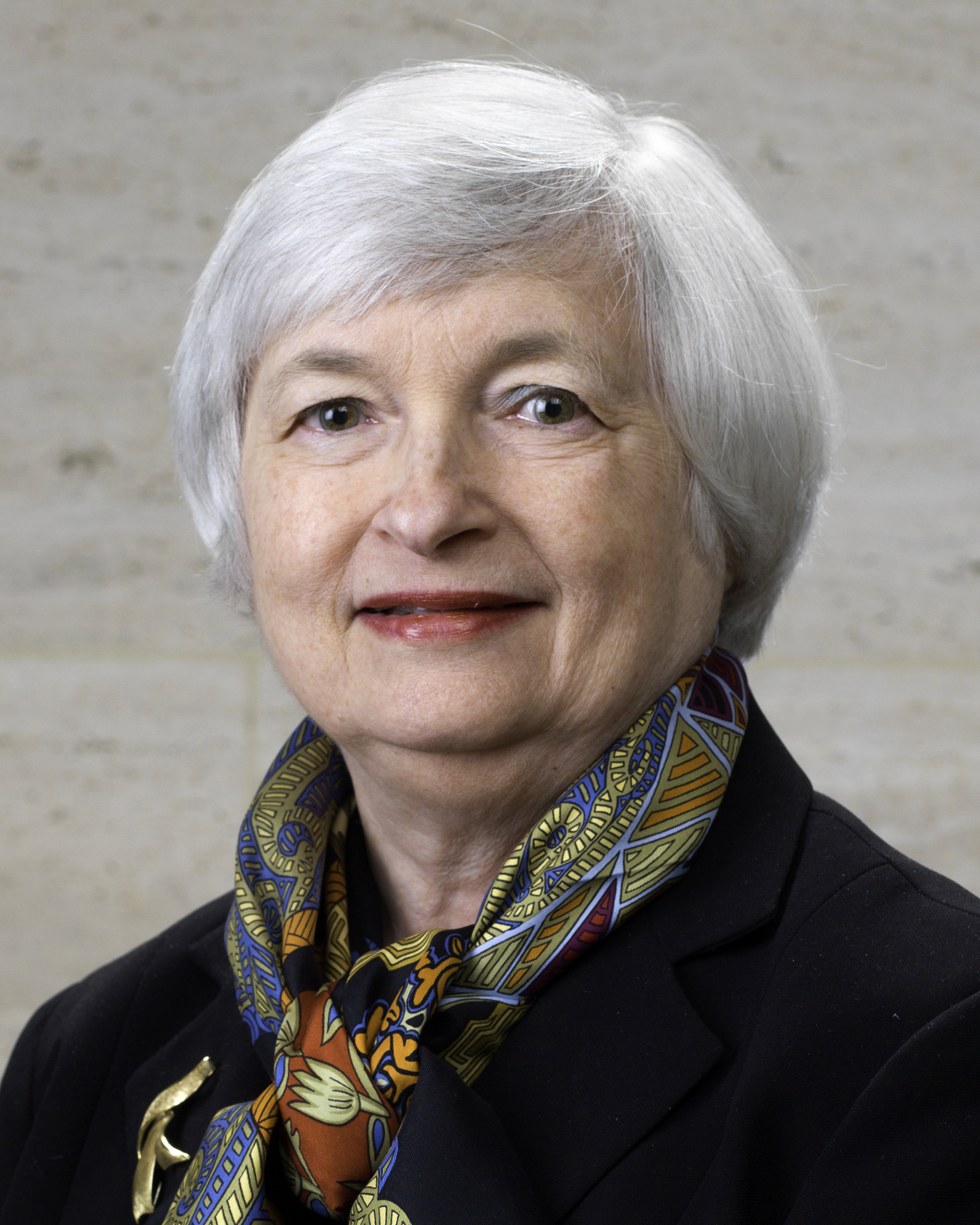
Janet Yellenová (* 13. srpna)

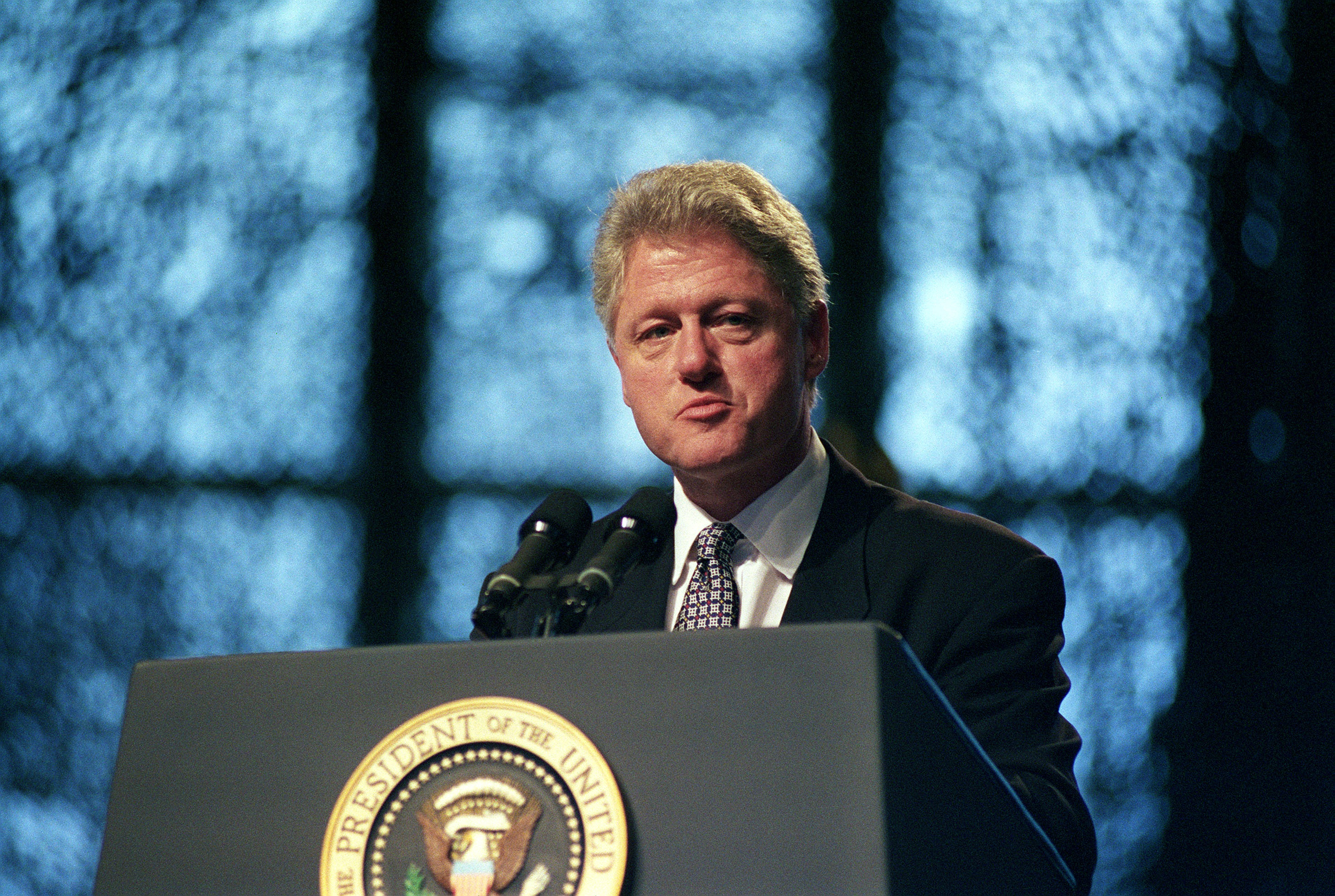
Bill Clinton (* 19. srpna)

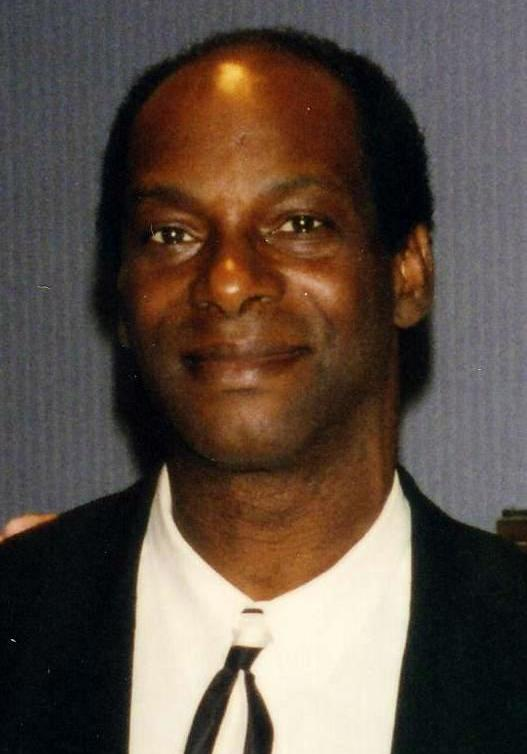
Bob Beamon (* 29. srpna)

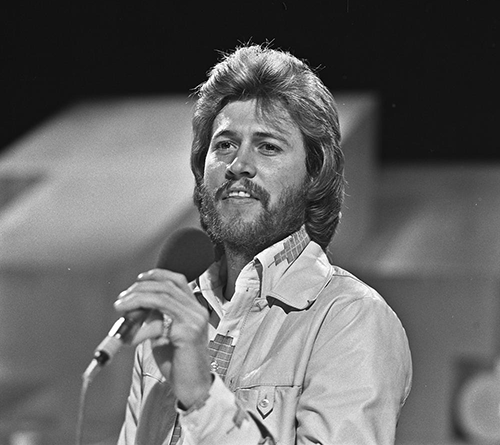
Barry Gibb (* 1. září)

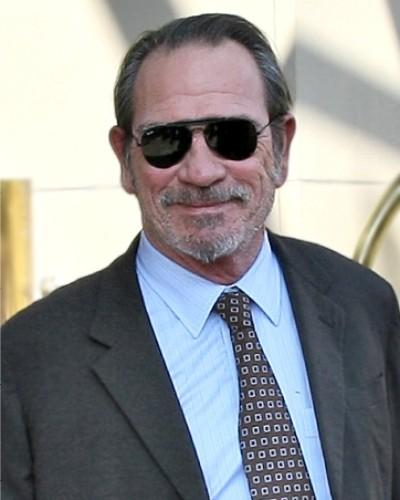
Tommy Lee Jones (* 15. září)

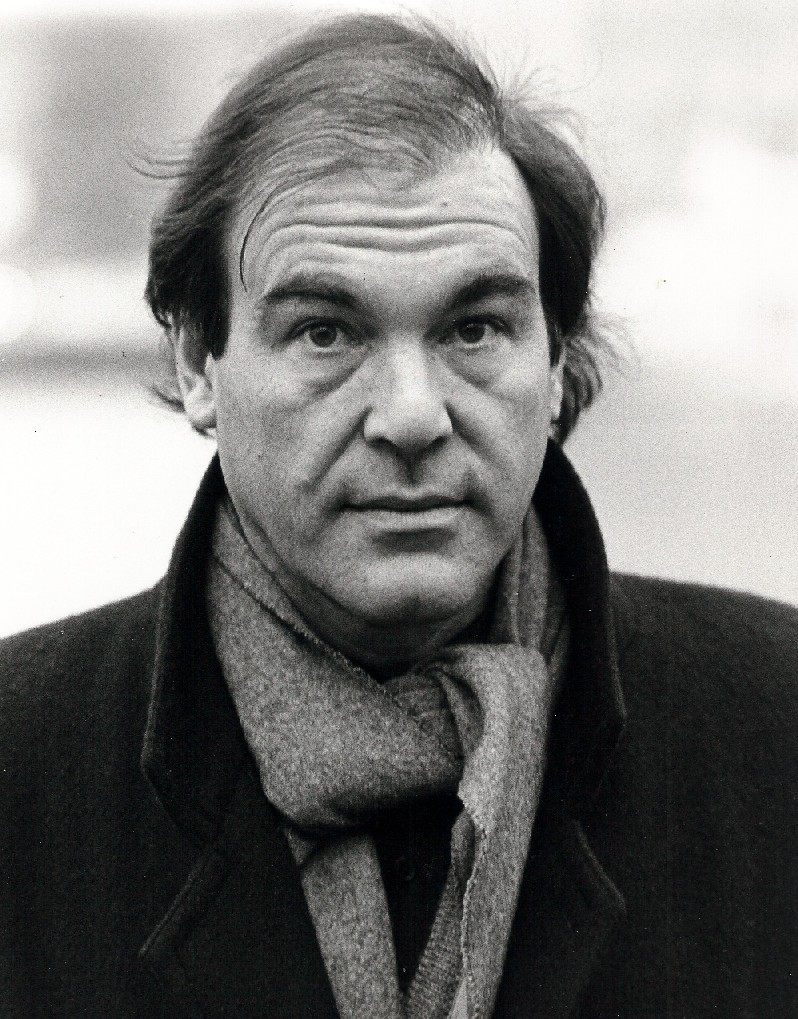
Oliver Stone (* 15. září)

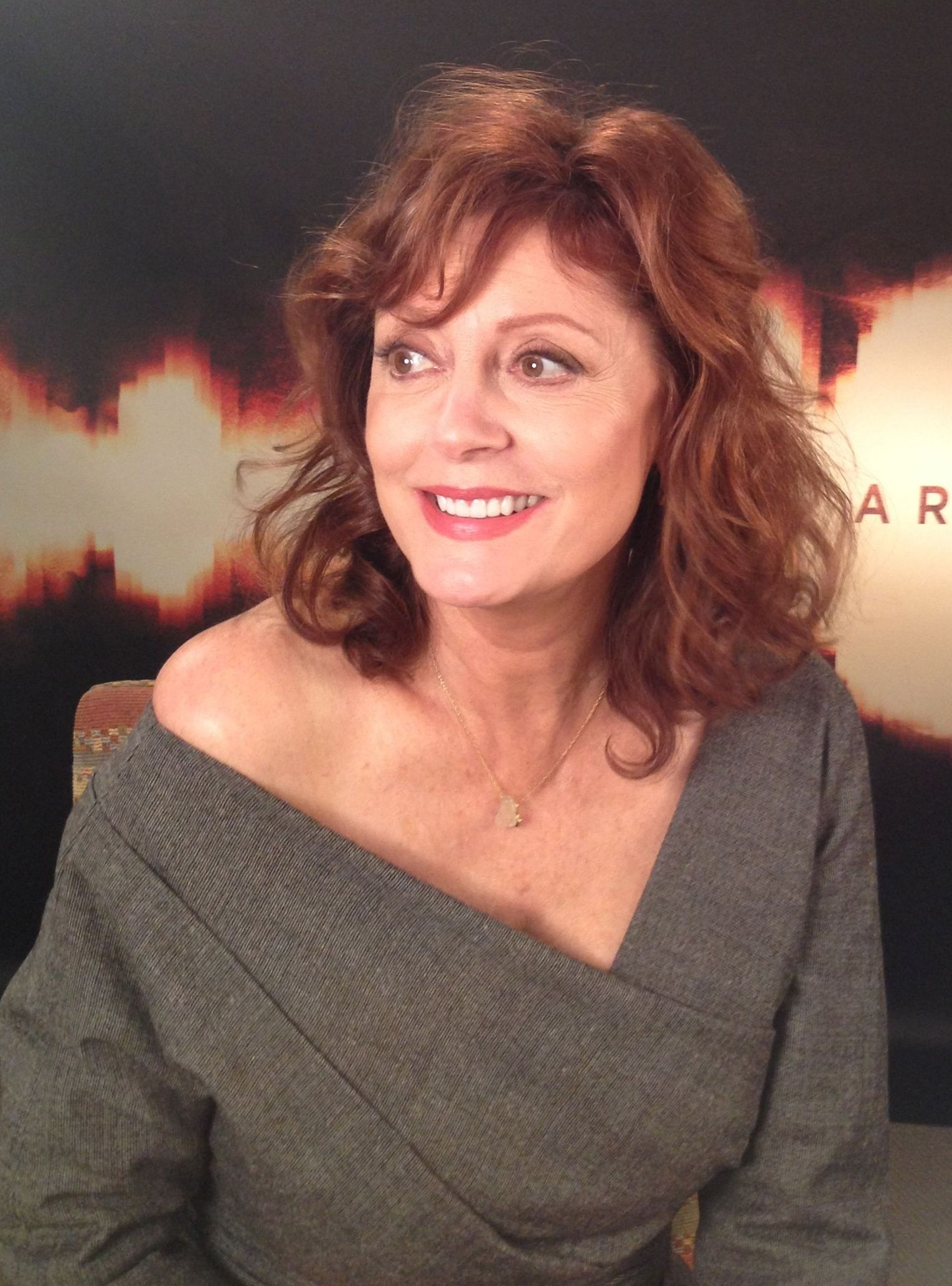
Susan Sarandonová (* 4. října)

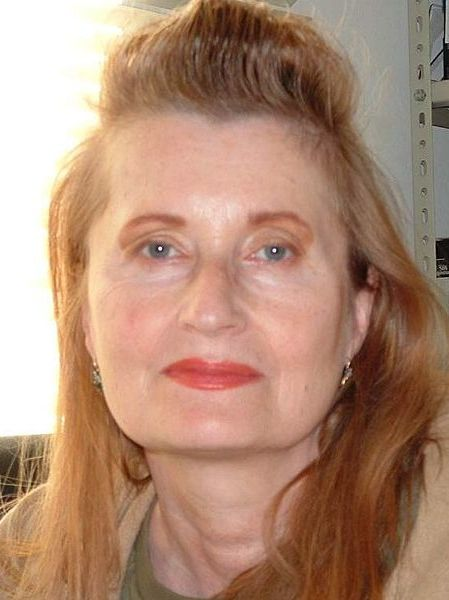
Elfriede Jelineková (* 20. října)

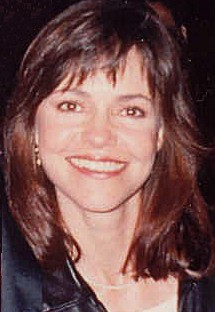
Sally Fieldová (* 6. listopadu)

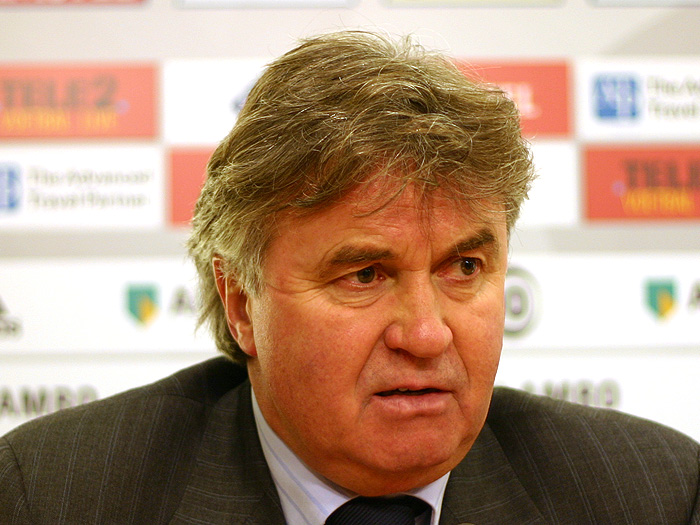
Guus Hiddink (* 8. listopadu)

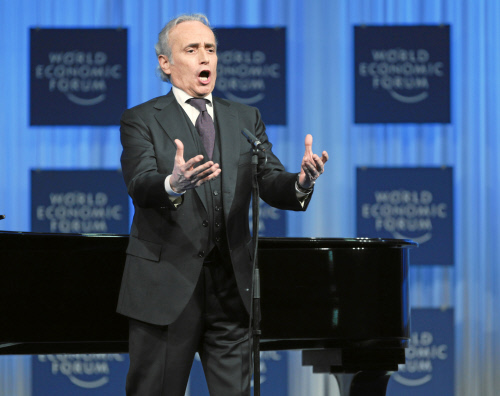
José Carreras (* 5. prosince)

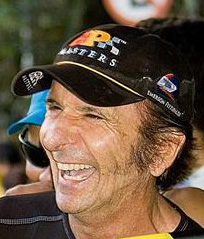
Emerson Fittipaldi (* 12. prosince)

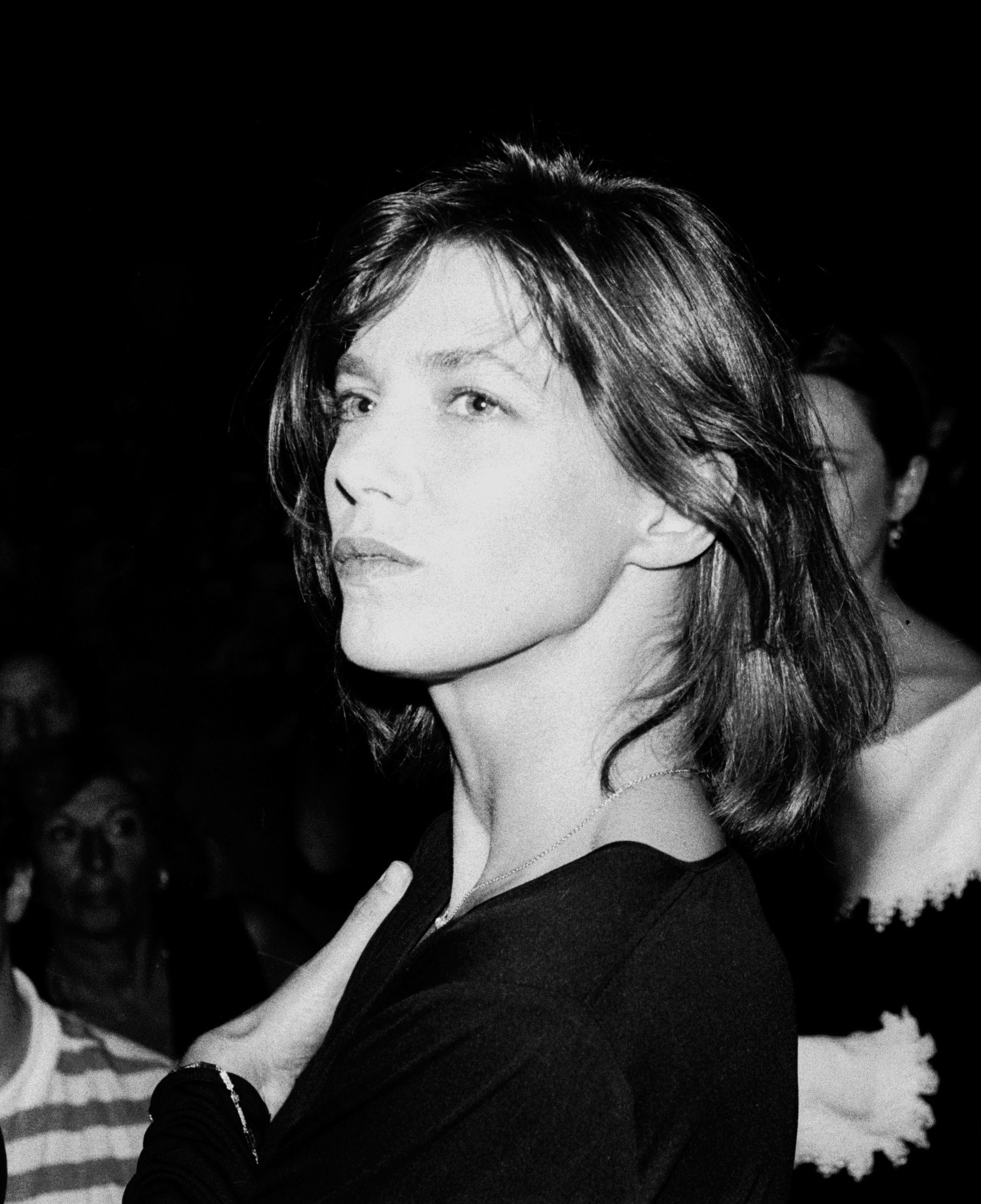
Jane Birkinová (* 14. prosince)

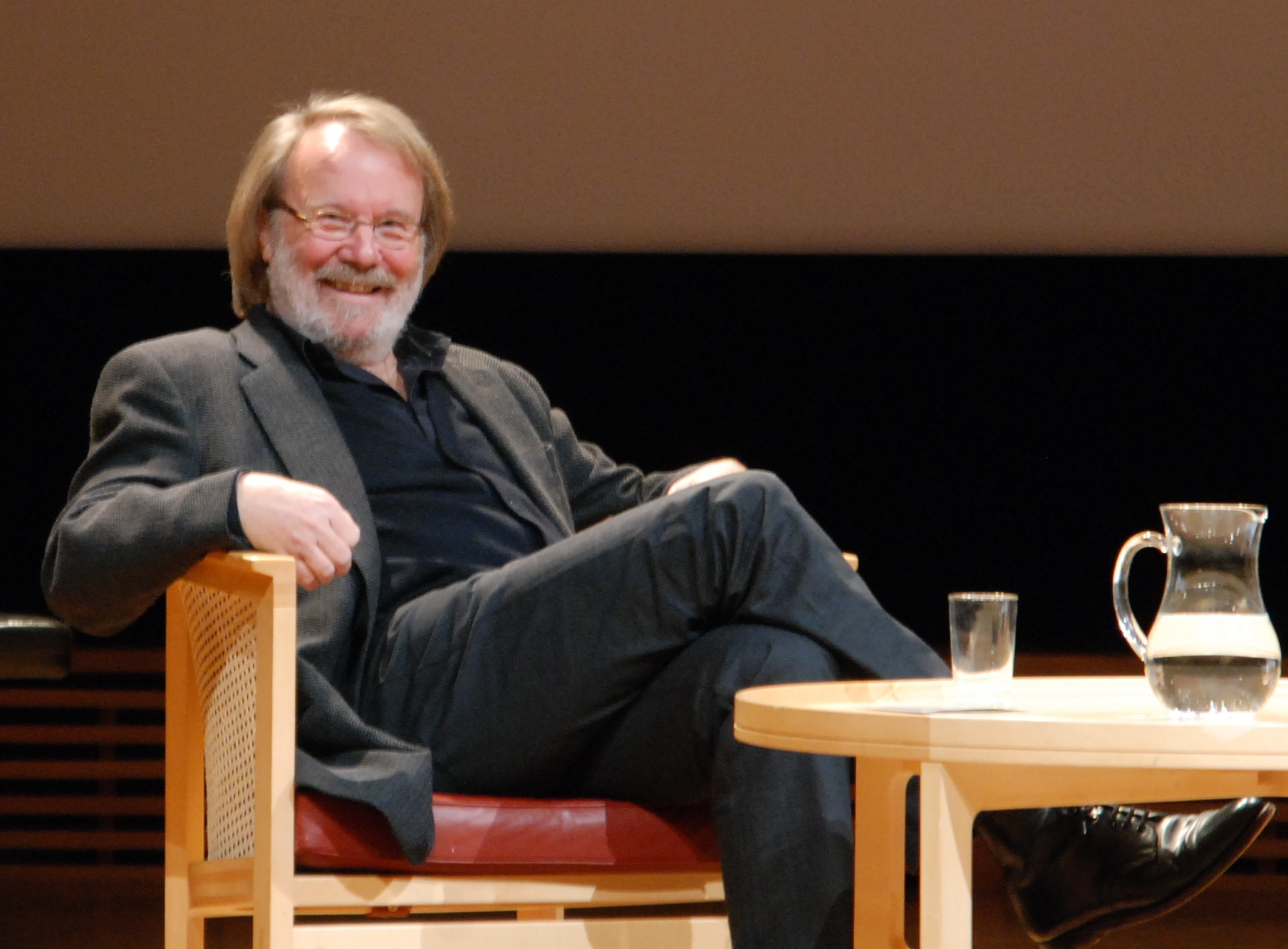
Benny Andersson (* 16. prosince)

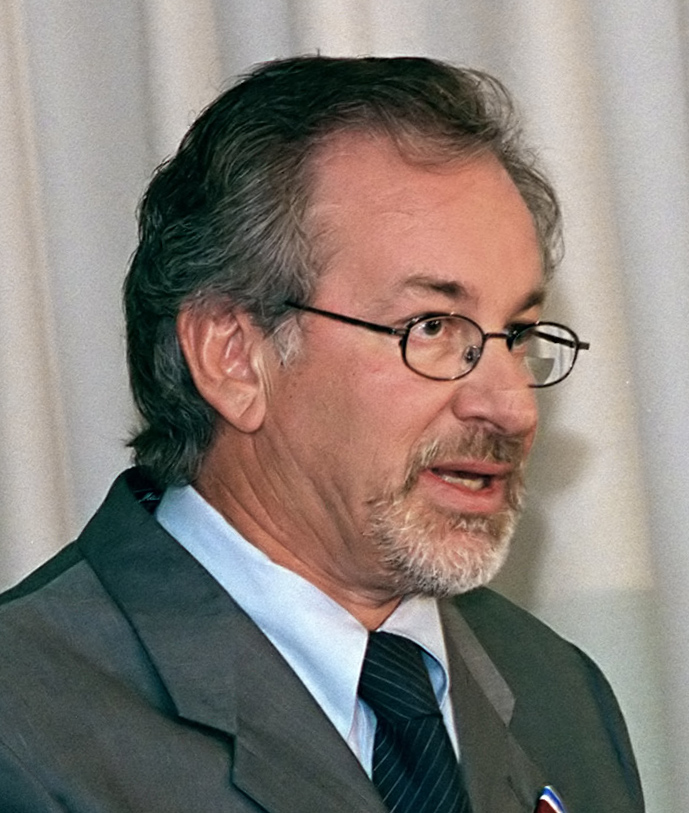
Steven Spielberg (* 18. prosince)

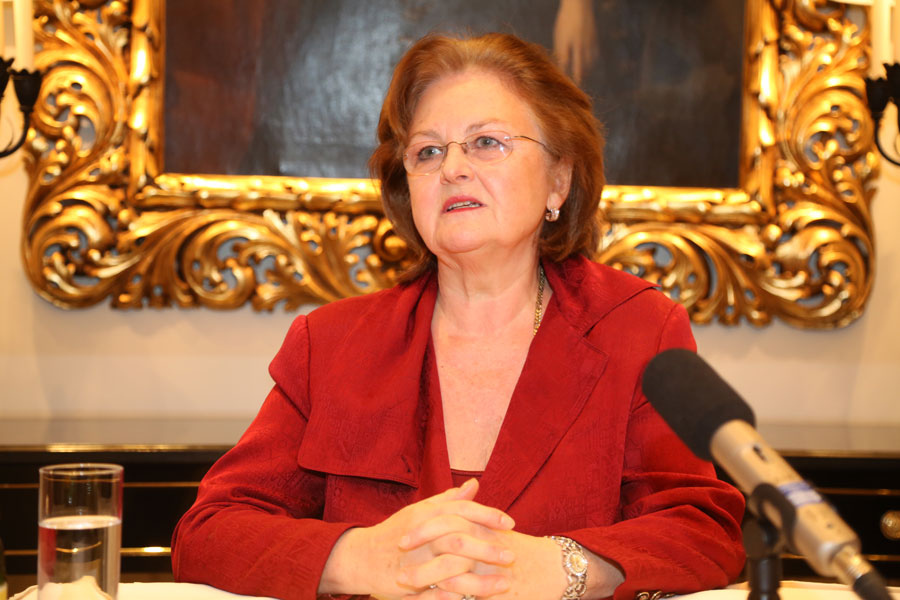
Edita Gruberová (* 23. prosince)

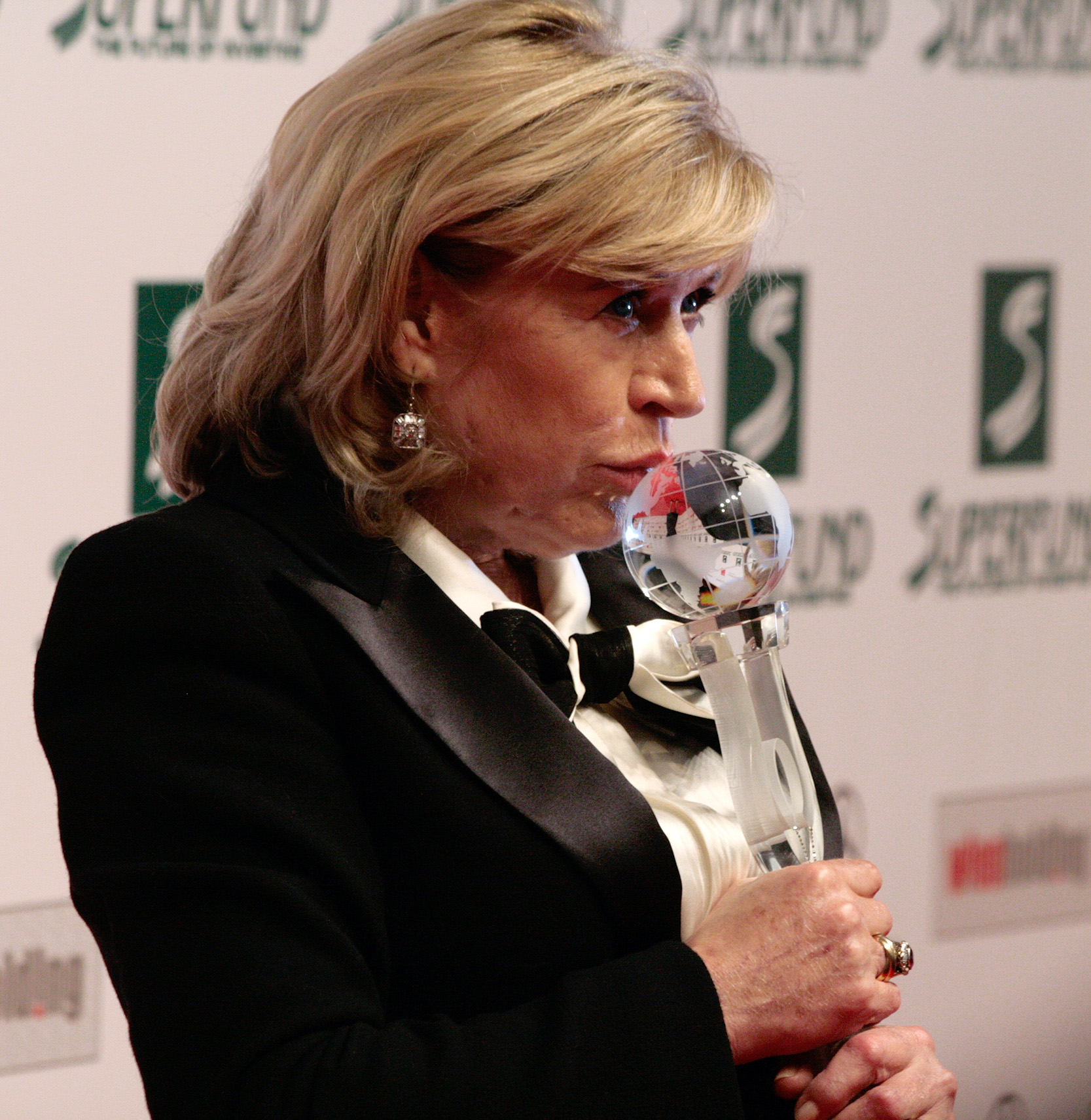
Marianne Faithfullová (* 29. prosince)

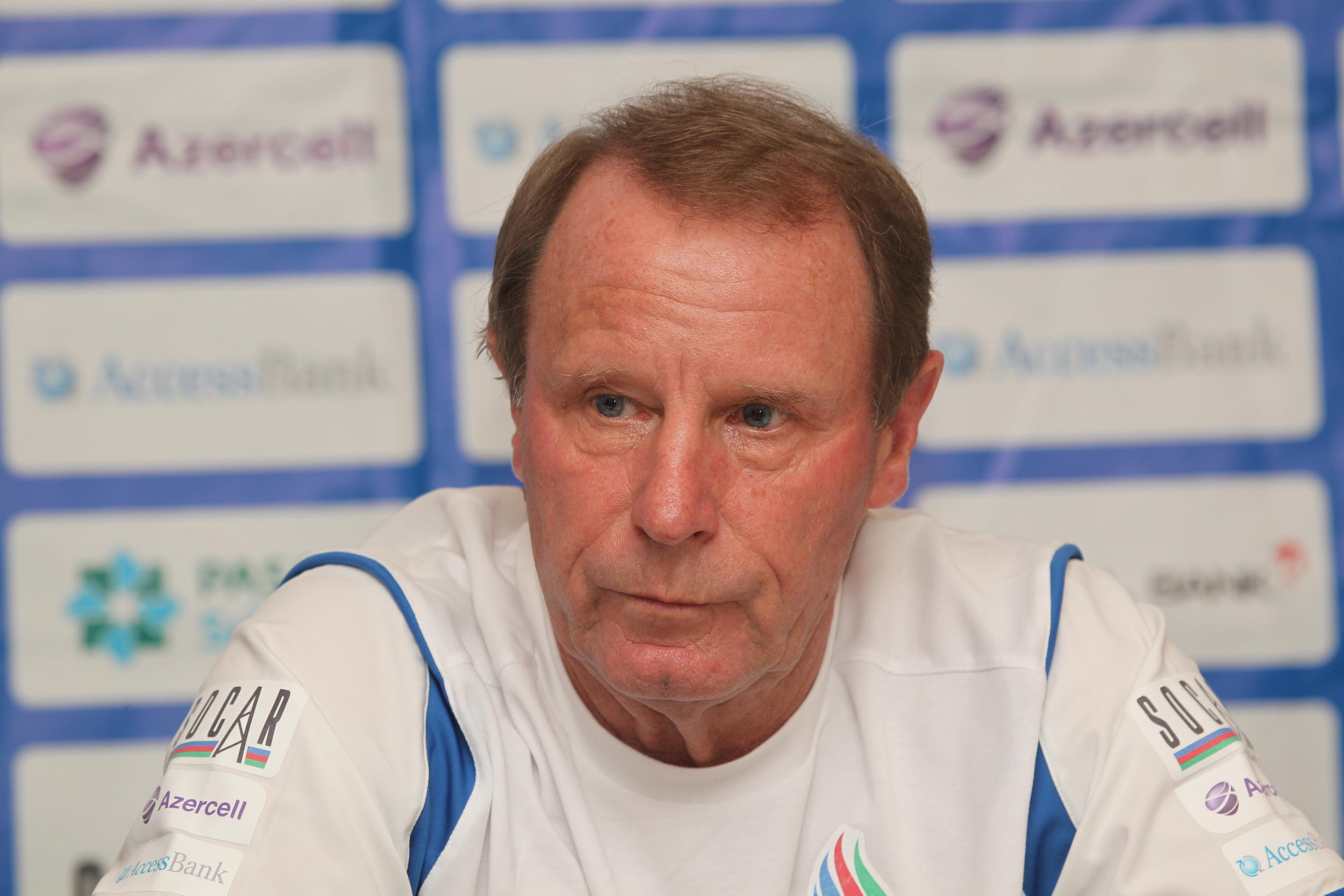
Berti Vogts (* 30. prosince)

- 01. ledna – Roberto Rivelino, brazilský fotbalista
- 03. ledna
  - Terry Deary, anglický spisovatel a historik
  - John Paul Jones, klávesista a baskytarista v kapele Led Zeppelin
- 04. ledna – Dušan Dušek, slovenský básník, prozaik, filmový scenárista
- 05. ledna – Diane Keatonová, americká zpěvačka, herečka, režisérka a producentka
- 06. ledna – Syd Barrett, britský zpěvák, skladatel, kytarista († 7. července 2006)
- 08. ledna – Robby Krieger, americký kytarista a hudební skladatel
- 09. ledna – Levon Ter-Petrosjan, arménský politik
- 10. ledna – Aynsley Dunbar, anglický bubeník
- 11. ledna – Tony Kaye, britský hudebník a hráč na klávesové nástroje
- 12. ledna
  - Ryszard Szurkowski, polský cyklista († 1. února 2021)
  - George Duke, americký pianista, hudební skladatel
- 14. ledna – Carl Weathers, americký herec († 30. ledna 2024)
- 16. ledna
  - Michael Coats, astronaut, ředitel Johnsonova vesmírného střediska
  - Kabir Bedi, indický televizní a filmový herec
  - Katia Ricciarelliová, italská operní pěvkyně, sopranistka, herečka
  - Graham Masterton, skotský spisovatel
- 17. ledna
  - Jessica Benjaminová, americká psychoanalytička
  - Helena Woleková, slovenská ministryně práce a sociálních věcí
- 19. ledna
  - Julian Barnes, anglický spisovatel
  - Dolly Parton, americká country zpěvačka a skladatelka, herečka
- 20. ledna – David Lynch, americký scenárista, režisér, malíř, hudebník, skladatel a performer († 15. ledna 2025)
- 21. ledna – Christina Maslach, americká psycholožka
- 22. ledna – Malcolm McLaren, britský hudebník, módní návrhář († 8. dubna 2010)
- 23. ledna – Boris Berezovskij, ruský matematik a podnikatel († 23. března 2013)
- 26. ledna – Christopher Hampton, britský scenárista a dramatik
- 31. ledna – Michael Drosnin, americký investigativní novinář a spisovatel
- 02. února – Alpha Oumar Konaré, prezident Mali
- 05. února – Charlotte Rampling, britská herečka
- 06. února – Kate McGarrigleová, kanadská zpěvačka a akordeonistka († 18. ledna 2010)
- 07. února – Pete Postlethwaite, britský divadelní, filmový a televizní herec († 2. leden 2011)
- 13. února – Janet Finchová, britská socioložka
- 14. února
  - Jan Decleir, belgický herec
  - Amadito Valdés, kubánský perkusionista
- 17. února – André Dussollier, francouzský divadelní a filmový herec
- 18. února – Angéla Némethová, maďarská olympijská vítězka v hodu oštěpem († 5. srpna 2014)
- 21. února – Alan Rickman, britský herec († 14. ledna 2016)
- 24. února
  - Grigorij Alexandrovič Margulis, ruský matematik
  - Michael Radford, britský režisér a scenárista
  - Terry Winograd, americký informatik
- 25. února – Ján Štrasser, slovenský spisovatel a překladatel
- 26. února – Ahmed Zewail, egyptský chemik, nositel Nobelovy ceny († 2. srpna 2016)
- 28. února – Ludwig Hirsch, rakouský šansoniér, poeta a herec († 24. listopadu 2011)
- 01. března
  - Lana Woodová, americká herečka a producentka
  - Tony Ashton, anglický rockový pianista, klávesista, zpěvák, skladatel († 28. května 2001)
- 03. března
  - Manfred Flügge, německý spisovatel († 30. března 2025)
  - Dek Messecar, britský baskytarista
- 04. března – Jean-Claude Schmitt, francouzský medievalista
- 06. března – David Gilmour, kytarista, zpěvák a jeden z hlavních skladatelů skupiny Pink Floyd
- 07. března
  - Daniel Goleman, americký psycholog
  - Zsuzsa Koncz, maďarská zpěvačka
- 08. března – Milan Erazim, slovenský akademický malíř, ilustrátor
- 11. března – Mark Metcalf, americký herec
- 12. března
  - Dean Cundey, americký filmař a kameraman
  - Ja'akov Dorčin, izraelský sochař a malíř
- 13. března – Yann Arthus-Bertrand, francouzský fotograf
- 15. března – Krass Clement, dánský fotograf
- 16. března – Martin Wolf, ekonomický komentátor deníku Financial Times
- 19. března – Beno Budar, lužickosrbský spisovatel, překladatel († 8. října 2023)
- 21. března – Timothy Dalton, britský herec
- 22. března – Harry Vanda, holandsko-australský zpěvák, kytarista, skladatel a hudební producent
- 25. března – Daniel Bensaïd, francouzský filozof († 12. ledna 2010)
- 26. března – Ljudmila Titovová, sovětská rychlobruslařka, zlato na OH 1968
- 27. března – Andy Bown, anglický hudebník
- 28. března – Wubbo Ockels, nizozemský fyzik, univerzitní profesor a astronaut († 18. května 2014)
- 29. března
  - Walter Pfeiffer, švýcarský grafik a fotograf
  - Robert J. Shiller, americký ekonom, nositel Nobelovy ceny
- 30. března – Tony Hurt, novozélandský veslař, olympijský vítěz
- 31. března – Klaus Wolfermann, německý olympijský vítěz v hodu oštěpem z roku 1972 († 18. prosince 2024)
- 02. dubna
  - Sue Townsendová, anglická autorka humoristických román († 10. dubna 2014)
  - Kurt Winter, kanadský rockový kytarista a skladatel († 14. prosince 1997)
- 03. dubna
  - Marisa Paredes, španělská herečka
  - Hanna Suchocká, polská premiérka
- 05. dubna
  - Jane Asherová, britská herečka
  - János Bródy, maďarský zpěvák, kytarista, skladatel a textař
- 07. dubna
  - Stan Winston, americký specialista na filmové efekty († 15. června 2008)
  - Colette Bessonová, francouzská olympijská vítězka v běhu na 400m († 9. srpna 2005)
- 12. dubna
  - George Robertson, generální tajemník NATO
  - Ed O'Neill, americký herec a bývalý učitel
- 13. dubna
  - Della Jones, velšská operní pěvkyně
  - Al Green, americký gospelový a soulový zpěvák
- 15. dubna – Fernando Filoni, italský kardinál
- 16. dubna
  - Mordechaj Geldman, izraelský spisovatel, básník, fotograf a psycholog († 8. října 2021)
  - Pēteris Vasks, lotyšský hudební skladatel
  - Maciej Wojtyszko, polský divadelní a filmový režisér, dramatik, spisovatel
- 18. dubna
  - Jean-François Balmer, švýcarský divadelní a filmový herec
  - Skip Spence, americký zpěvák, kytarista a bubeník († 16. dubna 1999)
  - Gary Driscoll, americký Rhythm and bluesový a rockový bubeník († 8. června 1987)
  - Hayley Mills, anglická herečka
- 19. dubna – Tim Curry, britský herec a zpěvák
- 22. dubna
  - Paul Davies, britský fyzik, spisovatel a popularizátor vědy
  - Bruce Edwards Ivins, americký mikrobiolog († 29. července 2008)
- 24. dubna
  - Eva Šuranová, slovenská atletka, bronz na OH 1972 ve skoku do dálky († 31. prosince 2016)
  - Jekatěrina Nikolajevna Vilmontová, ruská spisovatelka a překladatelka († 16. května 2021)
- 25. dubna – Vladimir Žirinovskij, ruský nacionalistický politik († 6. dubna 2022)
- 27. dubna
  - Gordon Haskell, britský zpěvák a baskytarista
  - Milan Kužela, slovenský a československý hokejový obránce
- 29. dubna
  - Franc Roddam, britský filmový režisér
  - Aleksander Wolszczan, polský astronom
  - Humphrey Carpenter, anglický životopisec, spisovatel a rozhlasový hlasatel († 4. ledna 2005)
- 30. dubna
  - Karel XVI. Gustav, švédský král
  - Don Schollander, americký plavec, pětinásobný olympijský vítěz
- 01. května
  - Valerij Muratov, sovětský rychlobruslař, mistr světa
  - Jerry Weiss, americký hráč na trubku a křídlovku
- 02. května – David Suchet, anglický herec
- 03. května – André-Marcel Adamek, belgický spisovatel píšící francouzsky († 31. srpna 2011)
- 05. května – Bruno Ferrero, italský římskokatolický kněz a spisovatel
- 07. května
  - Marián Čalfa, československý premiér
  - Bill Kreutzmann, americký rockový bubeník
  - Jerry Nolan, americký rockový bubeník († 14. ledna 1992)
- 09. května – Drafi Deutscher, německý zpěvák, skladatel a producent († 9. června 2006)
- 10. května
  - Donovan, skotský zpěvák a básník
  - Dave Mason, anglický hudebník, skladatel a kytarista
  - Jimmy Ponder, americký jazzový kytarista († 16. září 2013)
  - Birutė Galdikasová, kanadská antropoložka a etoložka
- 12. května
  - Yuri Dojc, slovensko-kanadský umělecký a komerční fotograf
  - Daniel Libeskind, americký architekt
- 13. května – Jonatan Netanjahu, izraelský voják a národní hrdina († 4. července 1976)
- 14. května – Joseph Zito, americký filmový režisér
- 16. května – Robert Fripp, britský kytarista, producent a hudební skladatel
- 17. května
  - Udo Lindenberg, německý zpěvák, hudebník, malíř
  - Zinaida Turčinová, sovětská házenkářka
- 18. května
  - Suze Randall, britská fotografka a režisérka
  - Andreas Katsulas, americký herec řeckého původu († 13. února 2006)
  - Bruce Gilbert, anglický kytarista a diskžokej
- 20. května – Cher, americká zpěvačka, skladatelka, tanečnice, herečka
- 22. května
  - Francesco Montenegro, italský kardinál
  - George Best, irský fotbalista († 25. listopadu 2005)
- 23. května
  - Don Moye, americký jazzový bubeník
  - Ruth Underwood, americká perkusionistka
  - Clemente Domínguez y Gómez, španělský vzdoropapež († 22. března 2005)
- 24. května
  - Tansu Çillerová, turecký premiérka
  - Irena Szewińská, polská atletka, sedminásobná olympijská medailistka († 29. června 2018)
- 26. května – Mick Ronson, britský rockový kytarista, zpěvák, skladatel († 29. dubna 1993)
- 27. května – Lewis Collins, anglický herec († 27. listopadu 2013)
- 30. května – Dragan Džajić, jugoslávský fotbalista srbské národnosti
- 03. června
  - Soňa Valentová, slovenská herečka († 10. prosince 2022)
  - Teenie Hodges, americký kytarista († 22. června 2014)
  - Michael Clarke, americký bubeník († 19. prosince 1993)
- 05. června
  - Stefania Sandrelliová, italská filmová a televizní herečka
  - John Du Cann, britský kytarista a zpěvák († 21. září 2011)
- 06. června
  - Tony Levin, americký baskytarista
  - Mickey Lee Soule, americký klávesista
- 08. června – Jana Kocianová, slovenská zpěvačka († 23. září 2018)
- 12. června – George Olshevsky, americký spisovatel, paleontolog a matematik
- 13. června
  - Paul Modrich, americký chemik, nositel Nobelovy ceny
  - Cristina Hoyosová, španělská tanečnice flamenca, choreografka a herečka
- 14. června – Donald Trump, americký prezident
- 15. června
  - Noddy Holder, anglický muzikant a herec
  - Jack Horner, americký paleontolog
  - Demis Roussos, řecký zpěvák († 25. ledna 2015)
- 18. června – Maria Bethânia, brazilská zpěvačka
- 19. června – Stelarc, australský performer
- 20. června – Xanana Gusmão, prezident Východního Timoru
- 22. června
  - Eliades Ochoa, kubánský hráč na tres, kytaru a zpěvák stylu guajira
  - Józef Oleksy, polský premiér († 9. ledna 2015)
- 24. června – Ellison Onizuka, americký důstojník, letec a astronaut († 28. ledna 1986)
- 25. června
  - Roméo Dallaire, kanadský voják, politik, humanista a spisovatel
  - Ian McDonald, britský hudebník, multiinstrumentalista
- 30. června – Anne-Marie Dánská, princezna dánská, titulární královna řecká
- 02. července – Arup Kumár Datta, anglicky píšící indický spisovatel
- 03. července
  - Jean-Luc Marion, francouzský filosof
  - Leszek Miller, polský premiér
  - Bolo Yeung, čínský kulturista a herec
- 05. července – Gerardus 't Hooft, nizozemský profesor teoretické fyziky
- 06. července
  - George W. Bush, americký prezident
  - Sylvester Stallone, americký herec, scenárista a režisér
  - Peter Singer, australský filosof a aktivista
- 09. července – Bon Scott, australský zpěvák († 19. února 1980)
- 11. července
  - John Lawton, anglický rockový a bluesový zpěvák († 29. června 2021)
  - Uladzimir Njakljajev, běloruský básník a spisovatel a politik
  - Jack Wrangler, americký pornoherec a režizér († 7. dubna 2009)
- 12. července – Robert Fisk, britský novinář († 30. října 2020)
- 15. července – Linda Ronstadt, americká zpěvačka
- 17. července – B. J. Cole, anglický hráč na pedálovou steel kytaru
- 19. července – Ilie Năstase, profesionální rumunský tenista
- 21. července – Jüri Tarmak, sovětský atlet estonské národnosti, zlato na OH ve skoku do výšky († 22. června 2022)
- 22. července
  - Juan José Armas Marcelo, španělský spisovatel, esejista a novinář
  - Danny Glover, americký herec, filmový režisér a politický aktivista
  - Mireille Mathieu, francouzská zpěvačka
  - Petre Roman, rumunský premiér
- 23. července
  - Andy Mackay, saxofonista art rockové skupiny Roxy Music
  - René Ricard, americký malíř, básník a umělecký kritik († 1. února 2014)
  - Stephen Mitchell, americký psychoanalytik († 21. prosince 2000)
  - Alexandr Kajdanovskij, ruský herec, scenárista a režisér († 3. prosince 1995)
  - Larry Shue, americký dramatik († 23. září 1985)
- 25. července
  - Magdaléna Hajóssyová, slovenská operní pěvkyně
  - Manny Charlton, skotský kytarista
- 27. července
  - Rade Šerbedžija, chorvatský herec srbské národnosti
  - Toktar Aubakirov, sovětský kosmonaut a politik kazašské národnosti
- 29. července – Saskia Burešová, česká rozhlasová a televizní moderátorka
- 30. července – Jeffrey Hammond, baskytarista rockové skupiny Jethro Tull
- 31. července – Bob Welch, americký kytarista a zpěvák († 7. června 2012)
- 01. srpna – Boz Burrell, britský kytarista a zpěvák († 21. září 2006)
- 02. srpna
  - Andy Fairweather-Low, britský kytarista, skladatel a zpěvák
  - Ján Langoš, slovenský a československý politik († 15. června 2006)0
- 03. srpna – John York, americký hudebník
- 04. srpna – Ljalja Kuzněcovová, ruská novinářská fotografka
- 05. srpna – Erika Slezak, americká herečka
- 06. srpna – Allan Holdsworth, anglický kytarista a skladatel († 16. dubna 2017)
- 07. srpna – John C. Mather, americký astrofyzik a kosmolog, nositel Nobelovy ceny
- 08. srpna – Dragutin Šurbek, chorvatský stolní tenista, mistr světa
- 11. srpna – Marilyn vos Savantová, americká sloupkařka, spisovatelka, dramatička
- 13. srpna
  - Daniela Bakerová, slovenská herečka
  - Milan Hein, divadelní publicista, herec, moderátor
  - Janet Yellenová, předsedkyně Rady guvernérů Federálního rezervního systému USA
- 15. srpna – Tony Robinson, anglický herec
- 16. srpna
  - Masúd Barzání, prezident Iráckého Kurdistánu
  - Pavao Pavličić, chorvatský prozaik a literární vědec
- 17. srpna – Bernd Noske, německý zpěvák a bubeník († 18. února 2014)
- 18. srpna – Irena Jarocka, polská zpěvačka a herečka († 21. ledna 2012)
- 19. srpna
  - Charles Bolden, americký astronaut, ředitel NASA
  - Bill Clinton, americký prezident
  - Philipp z Lichtenštejna, knížecí princ
- 20. srpna
  - Ian Clarke, anglický bubeník
  - Laurent Fabius, ministr zahraničních věcí Francie
  - Ralf Hütter, německý zpěvák
- 23. srpna – Keith Moon, anglický bubeník, člen skupiny The Who († 7. září 1978)
- 28. srpna – Anders Gärderud, švédský olympijský vítěz v běhu na 3000 metrů překážek
- 29. srpna
  - Bob Beamon, americký olympijský vítěz ve skoku do dálky
  - Dimitris Christofias, kyperský prezident
- 01. září
  - Barry Gibb, britský zpěvák, kytarista, skladatel
  - No Mu-hjon, korejský prezident († 23. května 2009)
- 02. září – Billy Preston, americký pianista († 6. června 2006)
- 04. září
  - Gary Duncan, americký hudebník († 29. června 2019)
  - David Liebman, americký jazzový saxofonista a flétnista
- 05. září – Freddie Mercury, britský zpěvák, člen rockové skupiny Queen a skladatel († 24. listopadu 1991)
- 08. září – Aziz Sancar, turecko-americký biochemik, nositel Nobelovy ceny
- 09. září
  - Aleksander Doba, polský kajakář († 22. února 2021)
  - Bruce Palmer, kanadský baskytarista († 1. října 2004)
- 10. září – Jim Hines, americký sprinter, dvojnásobný olympijský vítěz
- 11. září – Sandy Skoglundová, americká fotografka, sochařka
- 12. září
  - Martha Elefteriadu, česká zpěvačka řeckého původu
  - Sepp Puschnig, rakouský hokejista
  - Dickie Peterson, americký baskytarista a zpěvák († 12. října 2009)
- 14. září – Pete Agnew, skotský baskytarista
- 15. září
  - Tommy Lee Jones, americký herec a režisér
  - Oliver Stone, americký krajně levicový režisér a scenárista
- 18. září – Rocío Jurado, španělská zpěvačka a herečka († 1. června 2006)
- 19. září – John Coghlan, anglický rockový bubeník
- 21. září – Mart Siimann, estonský premiér
- 23. září
  - Meir Kohn, izraelský profesor ekonomie českého původu
  - Bernard Maris, francouzský ekonom, spisovatel, novinář († 7. ledna 2015)
- 24. září
  - Natalja Arinbasarovová, ruská herečka kazašského a polského původu.
  - Stuart Wilde, britský spisovatel († 1. května 2013)
- 25. září
  - Jerry Penrod, americký baskytarista a zpěvák
  - Bryan MacLean, americký zpěvák a kytarista († 25. prosince 1998)
- 27. září
  - James Mtume, americký hudebník, hudební producent a skladatel († 9. ledna 2022)
  - Nikos Anastasiadis, kyperský prezident
- 29. září
  - Jeff Wall, kanadský fotograf
  - Ian Wallace, britský rockový a jazzový bubeník († 22. února 2007)
- 30. září – Jochen Mass, německý pilot Formule 1 († 4. května 2025)
- 01. října – Dave Holland, britský jazzový kontrabasista, hudební skladatel a kapelník
- 03. října
  - P. P. Arnold, americká soulová a rocková zpěvačka
  - Knut Bry, norský reklamní fotograf
- 04. října
  - Susan Sarandonová, americká herečka
  - Bridget St John, britská zpěvačka a písničkářka
- 10. října
  - Charles Dance, britský herec, scenárista a režisér
  - Naoto Kan, japonský premiér
  - Franco Malerba, italský astronaut a politik
- 11. října – Sawao Kató, japonský gymnasta, osminásobný olympijský vítěz
- 14. října
  - François Bozizé, prezident Středoafrické republiky
  - Justin Hayward, britský kytarista
  - Dan McCafferty, zpěvák skotské hard rockové skupiny Nazareth
- 16. října
  - Carlos Ott, uruguayský architekt žijící v Kanadě
  - Wolfgang Rübsam, německý varhaník
  - Suzanne Somersová, americká herečka († 15. října 2023)
- 17. října
  - Milan Dekleva, slovinský spisovatel, skladatel a hudebník
  - Adam Michnik, polský historik, esejista, publicista
  - Bob Seagren, americký atlet, olympijský vítěz ve skoku o tyči
  - Wolfgang Welsch, německý filosof
- 18. října – Howard Shore, kanadský hudební skladatel
- 19. října – Philip Pullman, britský spisovatel fantasy
- 20. října – Elfriede Jelineková, rakouská spisovatelka, nositelka Nobelovy ceny
- 23. října – Miklós Németh, maďarský atlet, olympijský vítěz v hodu oštěpem
- 25. října
  - Elías Figueroa, chilský fotbalista
  - Dušan Jamrich, slovenský herec a pedagog
- 26. října – Holly Woodlawn, portorická transgender herečka
- 27. října – Ivan Reitman, americký režisér, producent a scenárista slovenského původu († 12. února 2022)
- 28. října – Robert Lynn Asprin, americký autor fantasy a science fiction († 22. května 2008)
- 29. října – Peter Green, britský blues-rockový kytarista
- 30. října
  - Chris Slade, britský rockový bubeník
  - William Thurston, americký matematik († 21. srpna 2012)
  - Ian McGeechan, skotský ragbista
- 31. října – Norman Lovett, britský herec a komik
- 01. listopadu
  - Dennis Muren, americký tvůrce speciálních filmových efektů
  - Ric Grech, britský rockový hudebník († 17. března 1990)
- 02. listopadu – Alan Jones, australský pilot Formule 1
- 04. listopadu
  - Laura Bushová, manželka amerického prezidenta George W. Bushe
  - Robert Mapplethorpe, americký portrétní fotograf († 9. března 1989)
- 05. listopadu – Gram Parsons, americký hudebník († 19. září 1973)
- 06. listopadu – Sally Fieldová, americká herečka, režisérka
- 08. listopadu
  - Guus Hiddink, nizozemský fotbalový trenér
  - Roy Wood, britský zpěvák, kytarista, hudební producent, skladatel
- 11. listopadu – Vladimir Alexejevič Solovjov, sovětský kosmonaut
- 13. listopadu
  - Stanisław Barańczak, polský básník
  - Misha Rachlevsky, ruský dirigent
- 16. listopadu
  - Colin Burgess, australský hudebník († 16. prosince 2023)
  - Terence McKenna, americký spisovatel, filosof a etnobotanik († 3. dubna 2000)
- 17. listopadu – Martin Barre, britský rockový hudebník
- 20. listopadu
  - Duane Allman, americký kytarista, zpěvák a skladatel († 29. října 1971)
  - Kirill, nejvyšší představitel Ruské pravoslavné církve
- 21. listopadu – Andrew Davis, americký filmový režisér, producent a kameraman
- 22. listopadu – Jaroslav Jevdokimov, ukrajinský zpěvák
- 24. listopadu – Tony Clarkin, britský rockový kytarista a skladatel
- 26. listopadu – Brian Hibbard, velšský herec a zpěvák († 17. června 2012)
- 29. listopadu – Vuk Drašković, srbský spisovatel a politik
- 30. listopadu – Marina Abramović, srbská umělkyně
- 01. prosince – Ladislav Petráš, slovenský fotbalista, československý reprezentant
- 02. prosince
  - Andrej Chotějev, ruský klavírní virtuos († 28. listopadu 2021)
  - Gianni Versace, italský módní návrhář († 15. července 1997)
- 03. prosince – Joop Zoetemelk, nizozemský silniční cyklista, olympijský vítěz
- 05. prosince – José Carreras, španělský operní pěvec
- 9. prosince – Mervyn Davies, velšský ragbista († 15. března 2012)
- 11. prosince – Martin Stone, britský kytarista († 9. listopadu 2016)
- 12. prosince – Emerson Fittipaldi, brazilský automobilový závodník
- 13. prosince
  - Bob Brier, egyptolog
  - Pierino Prati, italský fotbalista († 22. června 2020)
- 14. prosince
  - Jane Birkinová, britská herečka, režisérka, skladatelka a zpěvačka († 16. července 2023)
  - Ruth Fuchsová, východoněmecká dvojnásobná olympijská vítězka v hodu oštěpem († 20. září 2023)
  - Stan Smith, americký tenista
  - Jerome Cooper, americký perkusionista († 6. května 2015)
- 15. prosince
  - Carmine Appice, americký rockový hudebník a zpěvák italského původu
  - Piet Schrijvers, nizozemský fotbalista, brankář († 7. září 2022)
- 16. prosince
  - Benny Andersson, švédský hudebník, skladatel, producent, zpěvák, textař
  - Martin Jensen, dánský spisovatel historických románů
  - Trevor Pinnock, anglický dirigent a cembalista
  - James R. Beniger, americký profesor komunikace a sociologie († 14. dubna 2010)
- 17. prosince – Eugene Levy, kanadský herec, režisér, producent, hudebník a spisovatel
- 18. prosince – Steven Spielberg, americký režisér
- 21. prosince – Carl Wilson, americký zpěvák a kytarista († 6. února 1998)
- 23. prosince – Edita Gruberová, slovenská operní pěvkyně
- 24. prosince – Jan Akkerman, nizozemský kytarista
- 27. prosince – Lenny Kaye, americký kytarista
- 28. prosince – Edgar Winter, americký multiinstrumentalista
- 29. prosince
  - Marianne Faithfullová, anglická zpěvačka, hudební skladatelka, hudebnice a herečka
  - Gilles Peress, francouzský novinářský fotograf
- 30. prosince
  - Clive Bunker, bubeník britské skupiny Jethro Tull
  - Patti Smith, americká zpěvačka, hudebnice, spisovatelka a básnířka
  - Berti Vogts, německý fotbalista
- 31. prosince – Concha Márquez Piquer, španělská zpěvačka stylu copla († 18. října 2021)

## Úmrtí

### Česko

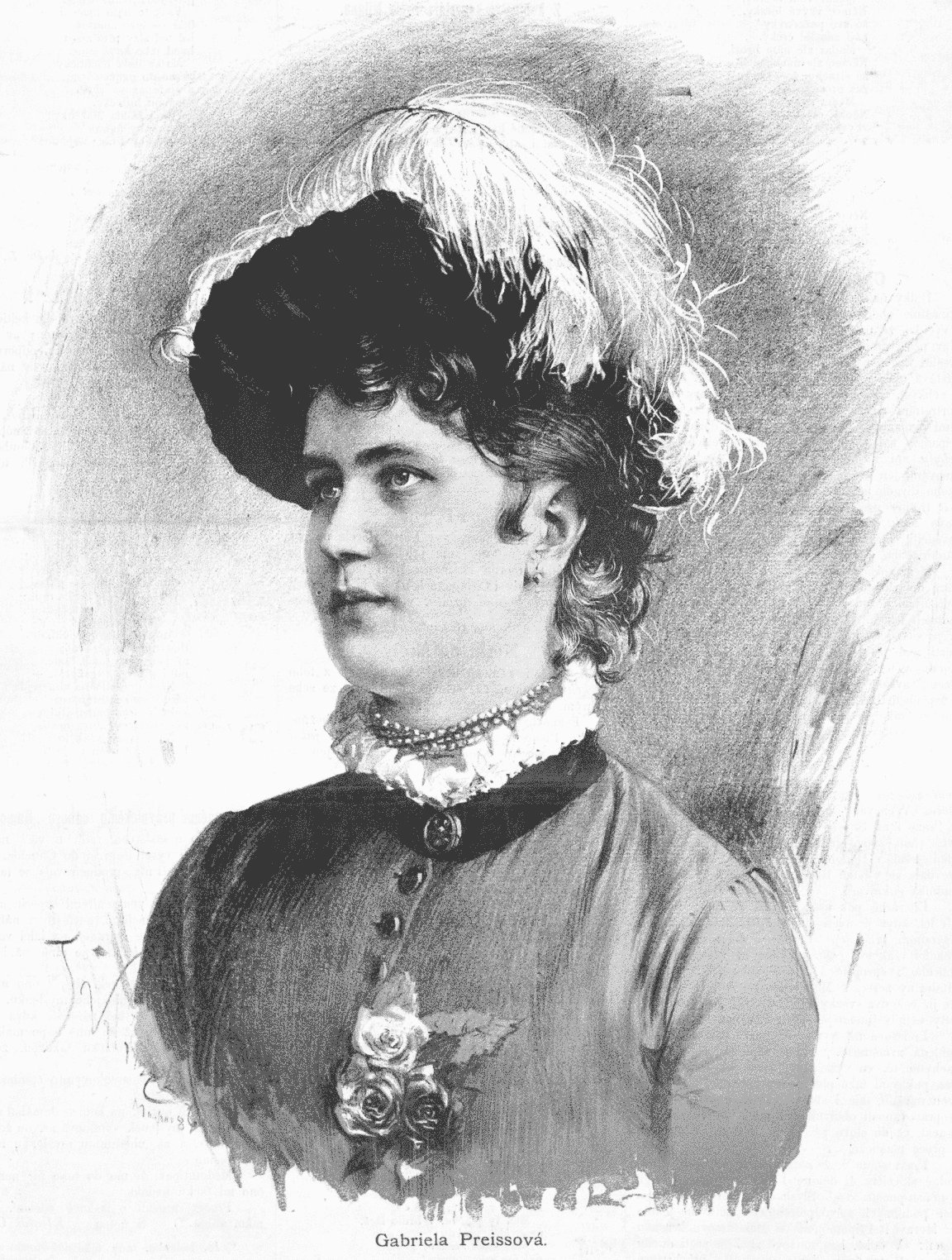
Gabriela Preissová († 27. března)

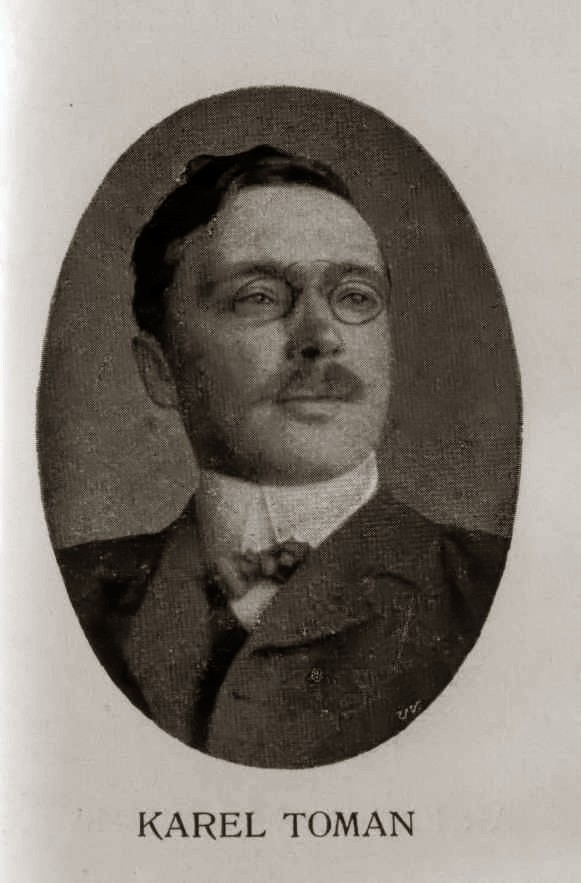
Karel Toman († 12. června)

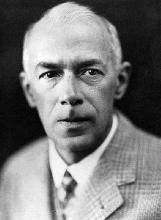
Emil Králík († 26. června)

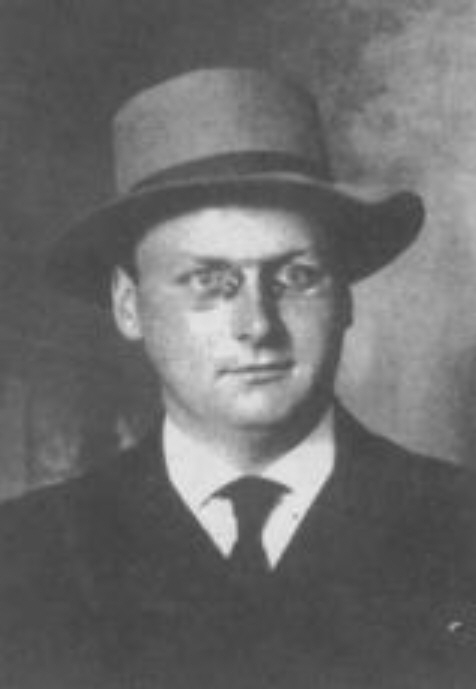
Eduard Bass († 2. října)

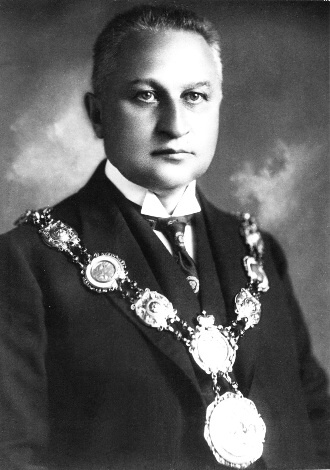
Jiří Baborovský († 10. října)

- 04. ledna – Rudolf Králíček, generál československé armády (* 19. ledna 1862)
- 20. ledna – Engelbert Šubert, československý politik (* 25. září 1879)
- 31. ledna – Václav Radimský, český malíř-krajinář (* 6. října 1867)
- leden – František Novotný, československý letecký konstruktér (* 26. listopadu 1896)
- 01. února – August Miřička, profesor trestního práva (* 2. prosince 1863)
- 21. února – Marie Janků-Sandtnerová, učitelka, autorka kuchařských příruček (* 8. prosince 1885)
- 23. února – Slavomil Ctibor Daněk, teolog, vysokoškolský pedagog (* 5. října 1885)
- 02. března – Čeněk Vaněček, československý politik (* 24. října 1879)
- 18. března – Anna Chlebounová, československý politik (* 8. prosince 1875)
- 20. března – Viktorin Šulc, český architekt a malíř (* 9. října 1870)
- 26. března – Josef František Svoboda, vlastivědný pracovník, historik a archivář (* 1. února 1874)
- 27. března
  - Zorka Janů, herečka (* 9. července 1921)
  - Gabriela Preissová, spisovatelka (* 23. března 1862)
- 28. března – Theodor Hackenberg, československý politik německé národnosti (* 3. prosince 1873)
- 03. dubna – Vladimír Klecanda, československý archivář, člen druhého odboje domácího i zahraničního, politik (* 25. září 1888)
- 06. dubna – Hana Cavallarová, operní pěvkyně (* 18. května 1863)
- 12. dubna
  - František Kočí, soudce a vrchní ředitel věznice Bory (* 27. listopadu 1880)
  - Karel Dvořák, novinářský fotograf (* 8. ledna 1859)
- 15. dubna – Jan Nepomuk Hrdý, český kněz, historiograf a mecenáš (* 1865)
- 22. dubna – František Hlávka, československý politik (* 18. května 1856)
- 29. dubna – Jaroslav Preiss, ekonom, bankéř a politik (* 8. prosince 1870)
- 01. května – Siegfried Taub, československý politik německé národnosti (* 11. ledna 1876)
- 02. května – Jaroslav Radimský, český překladatel z polštiny (* 31. ledna 1889)
- 12. nebo 13. května – Václav Špála, český malíř (* 24. srpna 1885)
- 18. května – Adolf Scholz, československý politik německé národnosti (* 8. března 1867)
- 19. května – Jindřich Uzel, zoolog, entomolog, fytopatolog (* 10. března 1868)
- 21. května – Elemír Vollay, československý politik (* 13. března 1871)
- 22. května
  - Ottokar Slawik, skladatel a hudební kritik (* 2. července 1871)
  - popraven Karl Hermann Frank, fašistický politik (* 24. ledna 1898)
- 24. května – Vincenc Maixner, dirigent a hudební skladatel (* 17. března 1888)
- 26. května – Václav Jiřina, český překladatel (* 26. května 1886)
- 12. června – Karel Toman, básník (* 25. února 1877)
- 16. června
  - Ludwig Winder, český, německy píšící, spisovatel, novinář a literární kritik (* 7. února 1889)
  - Josef Kylies, český malíř (* 19. března 1890)
- 26. června – Emil Králík, český architekt (* 21. února 1880)
- 27. června – Jan Rys-Rozsévač, český fašistický politik (* 1. listopadu 1901)
- 19. července – Johann Platzer, československý politik německé národnosti (* 1. března 1880)
- 20. července – Jindřich Vacek, hudebník a skladatel (* 3. srpna 1889)
- 23. července – Zdeněk Podlipný, český herec a režisér (* 5. května 1898)
- 29. července – Bohuslav Tvrdý, dirigent a hudební skladatel (6. dubna 1897)
- 04. srpna – Cyril Novotný, hudebník a pedagog (* 18. února 1878)
- 05. srpna – František Adamec, český kněz, včelařský odborník (* 12. listopadu 1866)
- 08. srpna – Alois Vošahlík, politik, ministr československé vlády (* 19. srpna 1899)
- 09. srpna – Augustin Čižek, československý politik (* 17. srpna 1877)
- 11. srpna – Bohumila Bloudilová, česká fotografka (* 19. března 1876)
- 18. srpna – Augustin Kratochvíl, římskokatolický duchovní a historik (* 29. srpna 1865)
- 29. srpna
  - Ladislav Novák, ministr průmyslu, obchodu a živností (* 5. dubna 1872)
  - Milan Harašta, hudební skladatel. (* 16. září 1919)
- 16. září – František Bartoš, československý divizní generál (* 1. května 1880)
- 18. září – Josef Rostislav Stejskal, spoluzakladatel, duchovní a biskup Církve československé (husitské) (* 27. dubna 1894)
- 26. září – Alfons Breska, český básník a překladatel (* 13. července 1873)
- 28. září – Josef Friml, autor mechanismu Třebechovického betlému (* 16. listopadu 1861)
- 30. září – Jan Heřman, český klavírista (* 31. srpna 1886)
- 01. října – Pavel Huyn, 30. arcibiskup pražský (* 17. února 1868)
- 02. října – Eduard Bass, spisovatel a novinář (* 1. ledna 1888)
- 07. října – Otakar Levý, český literární historik a překladatel (* 3. září 1896)
- 10. října – Jiří Baborovský, český fyzikální chemik (* 28. srpna 1875)
- 18. října
  - Rudolf Pilát, politik, bankéř a horolezec (* 26. března 1875)
  - Ladislav Šaloun, sochař (* 1. srpna 1870)
- 21. října – Kornel Stodola, československý politik (* 27. srpna 1866)
- 31. října – Jan Laichter, český nakladatel a knihkupec (* 28. prosince 1858)
- 01. listopadu – Marie Vydrová, československá politička (* 11. ledna 1851)
- 06. listopadu – Silvestr Bláha, československý legionář, generál (* 31. prosince 1887)
- 07. listopadu – Zdenka Hásková, česká spisovatelka (* 28. května 1878)
- 28. listopadu – Dominik Filip, spisovatel, redaktor a vědecký pracovník (* 18. srpna 1879)
- 29. listopadu – Otmar Hrejsa, československý politik (* 15. listopadu 1866)
- 03. prosince – František Truhlář, letec RAF (* 19. listopadu 1917)
- 07. prosince – Stanislav Kostlivý, chirurg a vysokoškolský profesor (* 30. října 1877)
- 16. prosince
  - Josef Jahoda, pedagog, novinář a spisovatel (* 27. ledna 1872)
  - Oldřich Hemerka, folklorista, skladatel, dirigent a varhaník (* 13. listopadu 1862)
- 20. prosince – Josef Polášek, český architekt (* 27. března 1899)
- 24. prosince – Alois Podhajský, československý armádní generál (* 18. února 1864)

### Svět

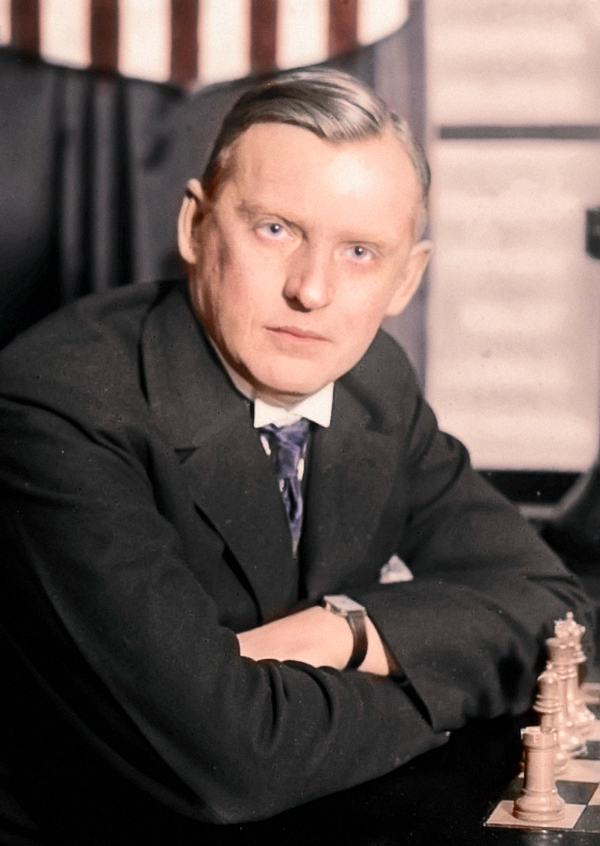
Alexandr Aljechin († 24. března)

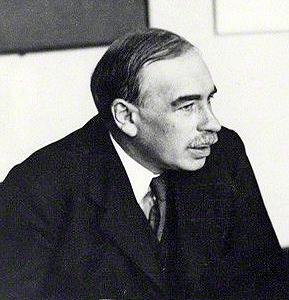
John Maynard Keynes († 21. dubna)

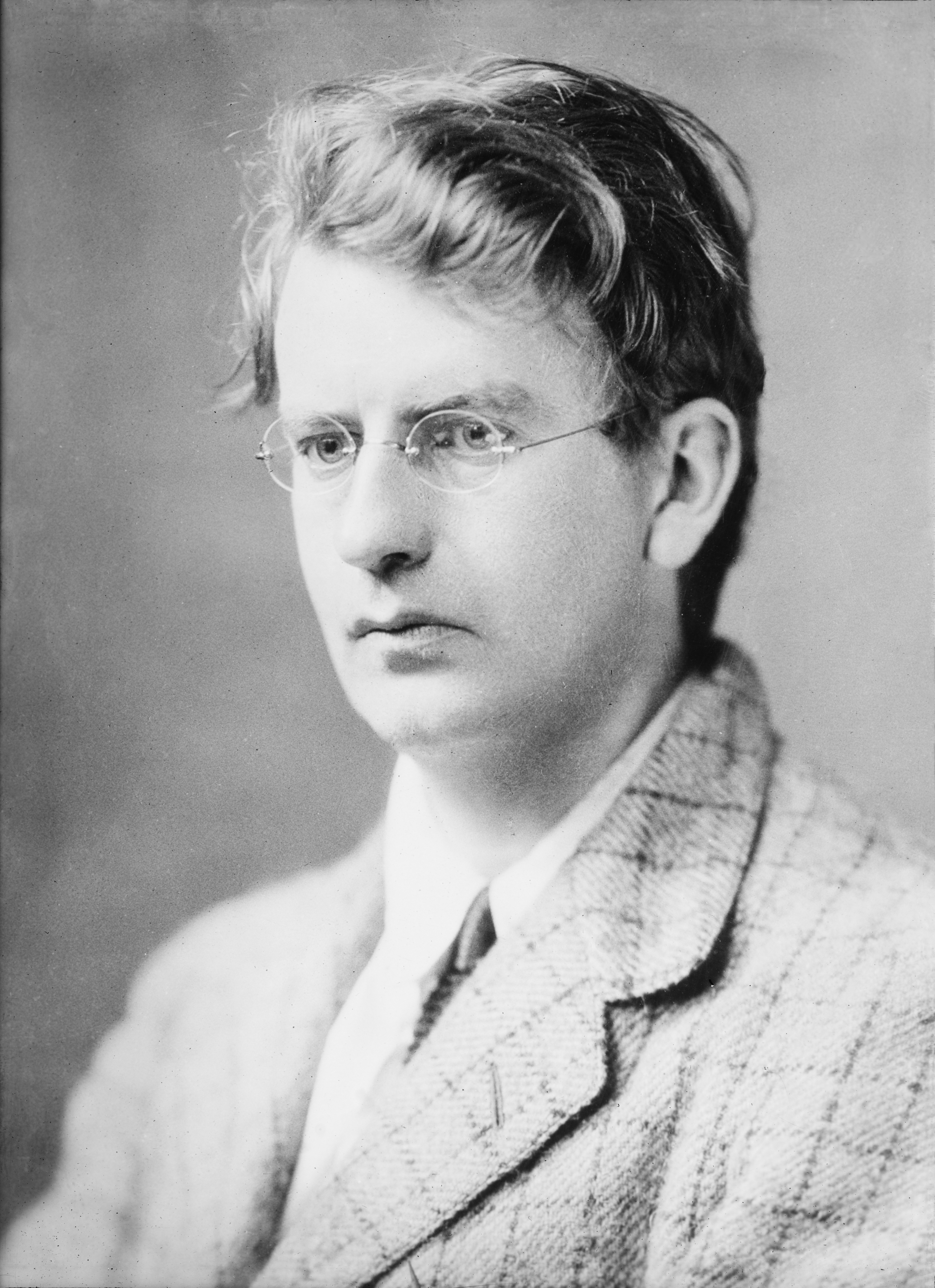
John Logie Baird († 14. června)

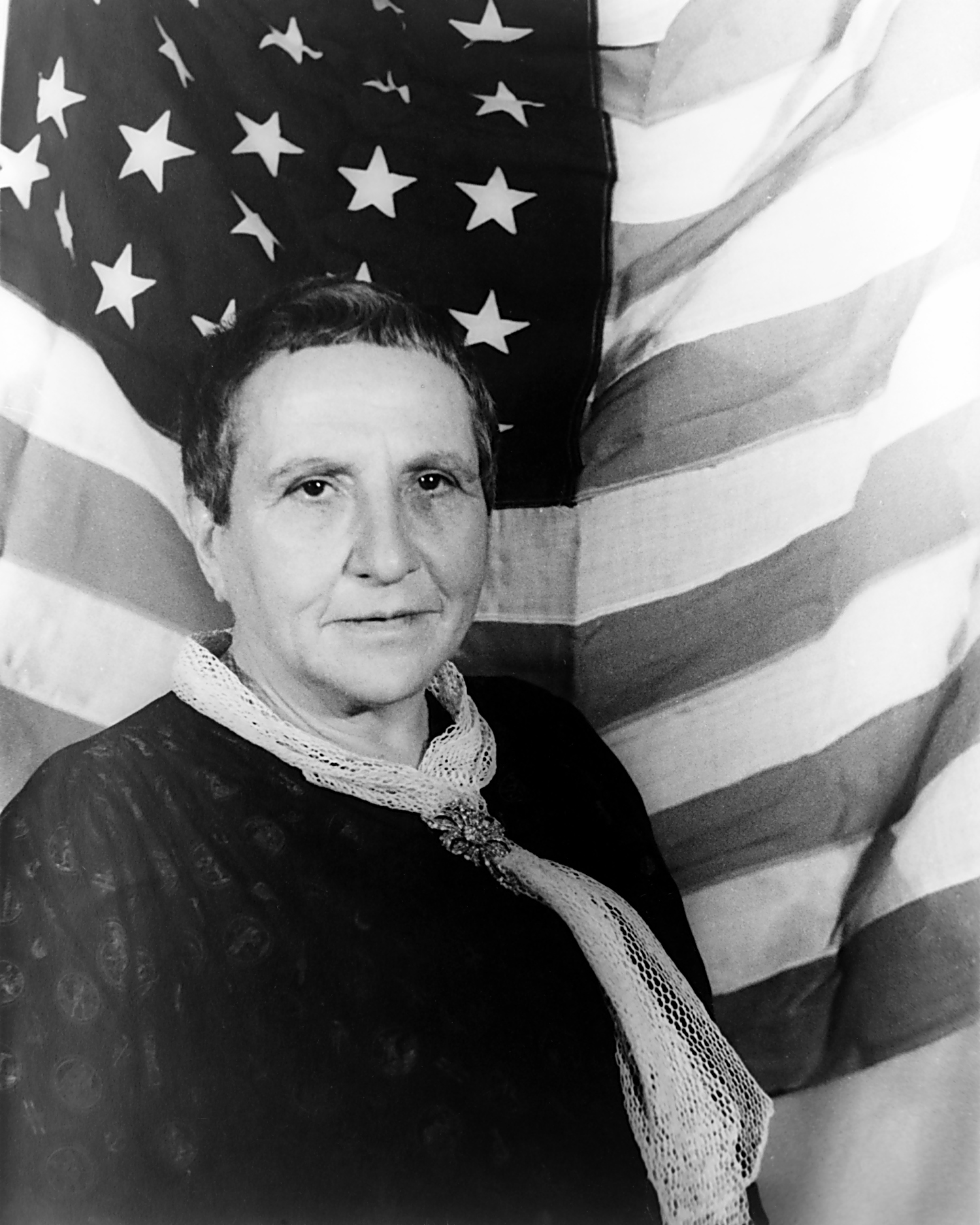
Gertrude Steinová († 27. července)

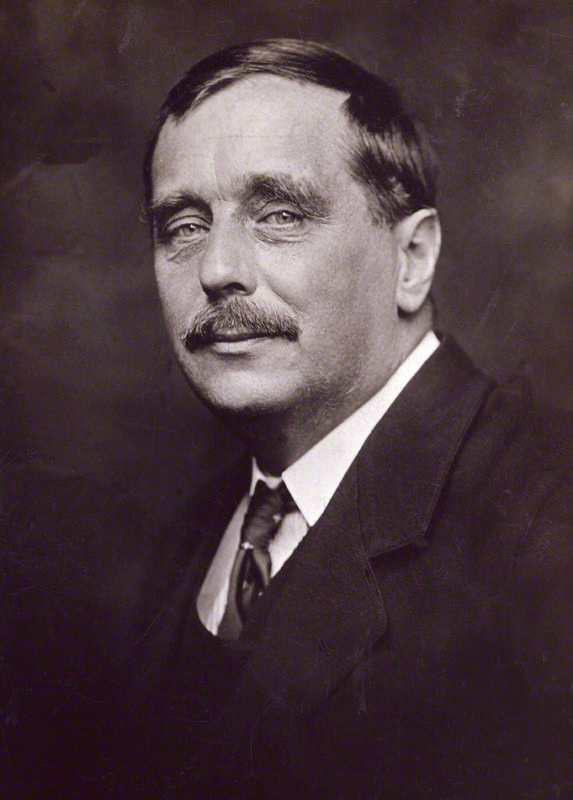
H. G. Wells († 13. srpna)

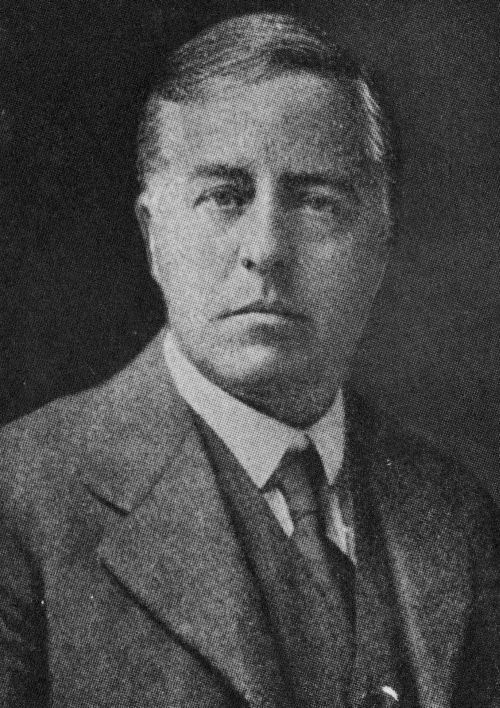
James Jeans († 16. září)

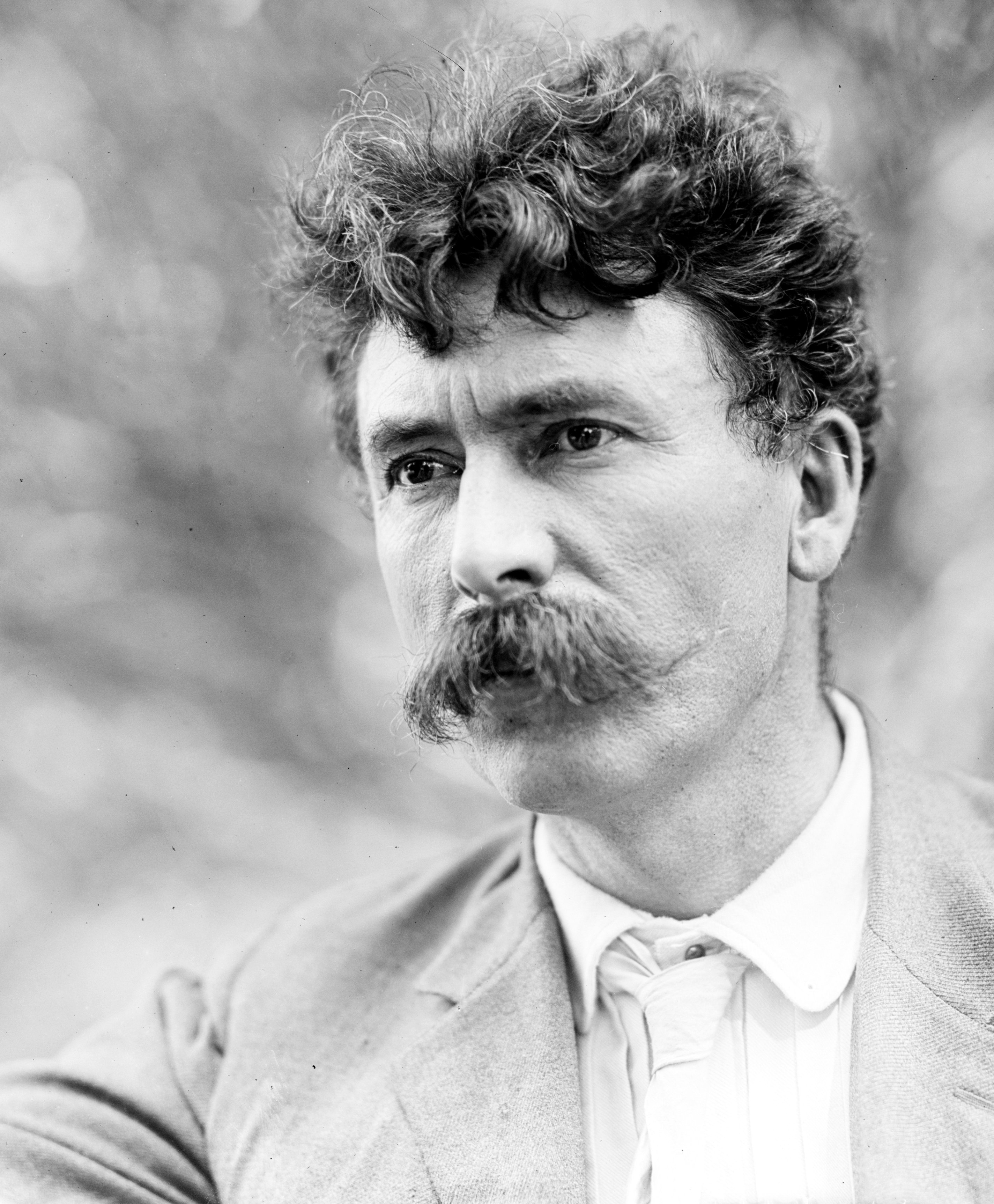
Ernest Thompson Seton († 23. října)

- 01. ledna – Ernst Sellin, německý luterský profesor Starého zákona a archeologie (* 26. května 1867)
- 03. ledna – William Joyce, britský kolaborant s nacisty (* 24. dubna 1906)
- 06. ledna
  - Jiří Lucemburský, hlava dynastie sasko-meiningenské (* 11. října 1892)
  - Adolf de Meyer, německý fotograf (* 3. září 1868)
- 08. ledna – Violet Mary Firthová, britská okultistka a spisovatelka (* 6. prosince 1890)
- 13. ledna – Wilhelm Souchon, německý a osmanský admirál (* 2. června 1864)
- 14. ledna – Joseph Hertz, vrchní rabín Spojeného království (* 25. září 1872)
- 22. ledna
  - Otto Fenichel, rakouský psychoanalytik (* 2. prosince 1897)
  - Erich Brandenburg, německý historik (* 31. července 1868)
- 28. ledna – Anton Rintelen, rakouský právník a politik (* 15. listopadu 1876)
- 04. února – Milan Nedić, srbský generál a politik (* 2. září 1878)
- 05. února – George Arliss, britský herec (* 10. dubna 1868)
- 12. února – Ernst von Niebelschütz, německý historik umění (* 25. února 1879)
- 15. února
  - Cornelius Johnson, americký olympijský vítěz ve skoku do výšky (* 28. srpna 1913)
  - Witold Makowiecki, polský spisovatel (* 3. srpna 1902)
- 17. února
  - Jutta Meklenbursko-Střelická, korunní princezna černohorská (* 24. ledna 1880)
  - Todor Lukanov, bulharský politik (* 1. prosince 1874)
- 23. února – Tomojuki Jamašita, japonský generál (* 8. listopadu 1885)
- 07. března – Hendrik Adamson, esperantsky píšící spisovatel (* 6. října 1891)
- 10. března – Karl Haushofer, německý geograf a geopolitik (* 27. srpna 1869)
- 12. března – Ferenc Szálasi, maďarský politik, vůdce pronacistické Strany Šípových křížů (* 6. ledna 1897)
- 14. března
  - Werner von Blomberg, vrchní velitel Wehrmachtu (* 2. září 1878)
  - Pantelis Karasevdas, řecký střelec, olympijský vítěz (* 1877)
- 15. března – Alexander Langsdorff, německý archeolog a vůdce SS (* 14. prosince 1898)
- 22. března – Clemens August von Galen, německý šlechtic, kardinál a biskup münsterský (* 16. března 1878)
- 23. března – Gilbert Newton Lewis, americký fyzikální chemik (* 23. října 1875)
- 24. března
  - Alexandr Aljechin, ruský šachista (* 1. listopadu 1892)
  - Carl Schuhmann, německý gymnasta, čtyřnásobný olympijský vítěz 1896 (* 12. května 1869)
- 31. března – Wilhelm Rümann, německý námořní důstojník (* 9. listopadu 1881)
- 21. dubna – John Maynard Keynes, anglický ekonom (* 5. června 1883)
- 22. dubna – Harlan Fiske Stone, předseda Nejvyššího soudu USA (* 11. října 1872)
- 26. dubna – Hermann Keyserling, německý filosof (* 20. července 1880)
- 01. května – Bill Johnston, americký tenista (* 2. listopadu 1894)
- 07. května – Anton Adriaan Mussert, nizozemský nacistický politik (* 11. května 1894)
- 11. května – Pedro Henríquez Ureña, filosof filolog a literární kritik z Dominikánské republiky (* 29. června 1884)
- 21. května – James Franck, německý fyzik, nositel Nobelovy ceny (* 26. srpna 1882)
- 22. května – Friedemann Götze, německý důstojník SS (* 26. února 1871)
- 26. května – Fridrich Waldecko-Pyrmontský, poslední waldecko-pyrmontský kníže (* 20. ledna 1865)
- 31. května – Martin Mičura, slovenský právník a politik (* 17. září 1883)
- 01. června
  - Ion Antonescu, rumunský generál a politik (* 15. června 1882)
  - Leo Slezak, operní tenorista (* 18. srpna 1873)
- 03. června – Michail Kalinin, sovětský komunistický politik (* 19. listopadu 1875)
- 04. června – Ernst Leonard Lindelöf, finský matematik (* 7. března 1870)
- 05. června
  - Maud Watsonová, anglická tenistka (* 9. října 1865)
  - James Craig Annan, skotský fotograf (* 8. března 1864)
- 06. června
  - Wilfried Basse, německý kameraman a tvůrce dokumentárních filmů (* 17. srpna 1899)
  - Gerhart Hauptmann, německý spisovatel, nositel Nobelovy ceny (* 15. listopadu 1862)
- 09. června – Ananda Mahidol, osmý thajský král dynastie Čakri (* 20. září 1925)
- 11. června – Andrej Bródy, karpatoruský politik a pedagog (* 2. července 1895)
- 14. června – John Logie Baird, vynálezce prvního televizoru (* 13. srpna 1888)
- 18. června – Dragoljub Mihailović, srbský generál (* 26. dubna 1893)
- 29. června – Frank Hadow, anglický tenista (* 24. ledna 1855)
- 04. července – Othenio Abel, rakouský geolog a paleontolog a evoluční biolog (* 20. června 1875)
- 06. července – Jeanette Thurber, ředitelka newyorské konzervatoře (* 29. ledna 1850)
- 13. července – Alfred Stieglitz, americký fotograf (* 1. ledna 1864)
- 27. července – Gertrude Steinová, americko-francouzská spisovatelka (* 3. února 1874)
- 28. července – Alphonsa Muttathupadathu, indická řeholnice (* 19. srpna 1910)
- 30. července – Nikolaj Morozov, ruský revolucionář (* 7. července 1854)
- 01. srpna – Andrej Andrejevič Vlasov, generál Ruské osvobozenecké armády (* 14. září 1901)
- 05. srpna – Wilhelm Marx, německý politik (* 15. ledna 1863)
- 06. srpna – Blanche Bingleyová, anglická tenistka (* 3. listopadu 1863)
- 13. srpna – Herbert George Wells, anglický spisovatel (* 21. září 1866)
- 20. srpna – Vojtech Tuka, předseda vlády první slovenské republiky (* 4. července 1880)
- 22. srpna – Döme Sztójay, maďarský generál a politik srbského původu (* 5. ledna 1883)
- 28. srpna
  - Danuta Siedzikówna, polská zdravotní sestra, popravená komunisty (* 3. září 1928)
  - Otomar Kubala, slovenský nacionalista, zástupce velitele Hlinkovy gardy (* 26. ledna 1906)
- 29. srpna – Iván Hindy, maďarský vojenský velitel (* 28. června 1890)
- 30. srpna – Grigorij Michajlovič Semjonov, velitel Bílé armády, ataman Zabajkalských kozáků (* 25. září 1890)
- 04. září – Leon Rupnik, slovinský generál (* 10. srpna 1880)
- 16. září – James Jeans, britský fyzik, astronom a matematik (* 11. září 1877)
- 20. září – Raimu, francouzský herec a komik (* 18. prosince 1883)
- 27. září – Graham Drinkwater, kanadský lední hokejista (* 22. února 1875)
- 02. října – Ignacy Mościcki, polský vědec, politik a meziválečný prezident (* 1. prosince 1867)
- 05. října – István Bethlen, maďarský premiér (* 8. října 1874)
- 06. října – Per Albin Hansson, švédský premiér (* 28. října 1885)
- 08. října – Anton Thumann, nacistický válečný zločinec (* 31. října 1912)
- 12. října
  - Joseph Stilwell, velitelem americké armády za první i druhé světové války (* 19. března 1883)
  - Giuseppe Adami, italský libretista a dramatik (* 4. listopadu 1878)
- 15. října – Hermann Göring, říšský maršál a velitel letectva (sebevražda) (* 12. ledna 1893)
- 16. října – popraveni na základě norimberského procesu:
  - Alfred Jodl – náčelník Operačního štábu Vrchního velitelství brané moci (OKW, Oberkommando der Wehrmacht) (* 10. května 1890)
  - Wilhelm Keitel – polní maršál a náčelník štábu vrchního velitelství (* 22. září 1882)
  - Ernst Kaltenbrunner – polní maršál a šéf bezpečnostní služby (* 4. října 1903)
  - Hans Frank – guvernér Polska (* 23. května 1900)
  - Wilhelm Frick – ministr vnitra a říšský protektor v Čechách a na Moravě (* 12. března 1877)
  - Joachim von Ribbentrop – říšský ministr zahraničních věcí (* 30. dubna 1893)
  - Alfred Rosenberg – ministr pro okupování východního území (* 12. ledna 1893)
  - Julius Streicher – majitel a vydavatel protižidovského listu (* 12. února 1885)
  - Arthur Seyß-Inquart – guvernér Rakouska a nizozemský komisař (* 22. července 1892)
- 23. října
  - Kurt Daluege, říšský protektor v Čechách a na Moravě (* 15. září 1897)
  - Ernest Thompson Seton, anglo-americký ilustrátor, přírodovědec, spisovatel, zakladatel woodcrafterského hnutí a průkopník skautingu v USA (* 14. srpna 1860)
- 26. října – Heinrich Jöckel, velitel věznice Malá pevnost Terezín (* 10. července 1898)
- 04. listopadu – Rüdiger von der Goltz, německý generál (* 8. prosince 1865)
- 07. listopadu – Julian Nowak, polský lékař a politik (* 10. března 1865)
- 10. listopadu – Louis Zutter, gymnasta, první švýcarský olympijský vítěz (* 2. prosince 1856)
- 12. listopadu – Camillo Caccia Dominioni, italský katolický duchovní a kardinál (* 7. února 1877)
- 14. listopadu – Manuel de Falla, španělský skladatel a klavírista (* 23. listopadu 1876)
- 17. listopadu – Max von Oppenheim, německý historik a archeolog (* 15. července 1860)
- 22. listopadu – Otto Georg Thierack, německý nacistický politik a právník (* 19. dubna 1889)
- 23. listopadu – Arthur Dove, americký malíř (* 2. srpna 1880)
- 04. prosince – Ernst Kornemann, německý historik (* 11. října 1868)
- 08. prosince – James H. Leuba, americký psycholog (* 1867)
- 13. prosince – Konrad Haebler, německý historik (* 29. října 1857)
- 19. prosince – Paul Langevin, francouzský fyzik (* 23. ledna 1872)
- 31. prosince – Franz von Epp, německý generál (* 16. října 1868)

## Hlavy států
Evropa:
- Československo – prezident Edvard Beneš
- Vatikán – papež Pius XII.
- Francie – prozatímní hlava státu Charles de Gaulle
- Sovětský svaz
  - předseda prezídia Nejvyššího sovětu Michail Kalinin
  - předseda prezídia Nejvyššího sovětu Nikolaj Michajlovič Švernik
  - (de facto) generální tajemník KSSS Josif Vissarionovič Stalin
- Litva – Antanas Sniečkus
- USA – prezident Harry Truman

Asie:
- Japonsko – Císař Šówa
- Čína – prezident Čankajšek